# Liste von Sakralbauten im Landkreis Mittelsachsen
Die Liste von Sakralbauten im Landkreis Mittelsachsen gibt eine möglichst vollständige Übersicht der im Landkreis Mittelsachsen im Westen des Landes Sachsen vorhandenen relevanten Sakralbauten mit ihrem Status, Adresse, Koordinaten und einer Ansicht (Stand Dezember 2023).

## Kapellen und Gedenkstätten
| Artikel                                                                            | Beschreibung | Gemeinde            | Ort                        | Bild            | Koordinaten                  |
| ---------------------------------------------------------------------------------- | --- | ------------------- | -------------------------- | --------------- | ---------------------------- |
| Einsiedelei Rochlitzer Berg, am Eingang zum Seidelsteinbruch                       | Ehemalige Unterkunft für Naturfreunde und Wanderer sowie Gedenktafel für den Steinmetzen und Steinbruchbesitzer Christian Gottlob Seidel; von Seidel errichtete, ursprünglich aus zwei kleinen Räumen bestehende Klause | Rochlitz            | Rochlitzer Berg            |                 | 51° 1′ 35″ N, 12° 46′ 20″ O  |
| Annenkapelle (Freiberg)                                                            | Spätgotische Kapelle gegenüber der Westfassade des Freiberger Doms, Gewölbe in „gewundener Reihung“ | Freiberg            | Freiberg                   |                 | 50° 55′ 13″ N, 13° 20′ 35″ O |
| Burgkapelle Mildenstein                                                            | Kapelle von Burg Mildenstein, quadratischer Saal mit Apsis um E. 11. Jh. begonnen, 1158 erweitert, um 1400 gotischer Chor angefügt, 1844 Erhöhung der Westwand und Einfügung des Rundbogenfensters | Leisnig             | Mildenstein                | weitere Bilder  | 51° 9′ 50″ N, 12° 55′ 29″ O  |
| Kapelle von Schloss Sachsenburg                                                    | Auf Felsen über der Zschopau gelegen, zeigt den Übergang von der Burg zum spätgotischen Schloss. Unregelmäßige Hofanlage, von Gebäudekomplex umschlossen, im 17. Jahrhundert östlich erweitert | Frankenberg/Sa.     | Sachsenburg                | weitere Bilder  | 50° 55′ 57″ N, 13° 1′ 47″ O  |
| Schlosskapelle Augustusburg                                                        | Im Innern der Kapelle u. a. Altargemälde von Lucas Cranach dem Jüngeren, im Schloss bedeutende Reste von Wandmalereien, Schlossanlage von herausragender Bedeutung | Augustusburg        | Augustusburg               | weitere Bilder  | 50° 48′ 44″ N, 13° 5′ 57″ O  |
| Alte Hospitalkirche Frauenstein und Friedhof                                       | Evangelische Begräbniskirche, ehem. Stadtkirche, schlichte am Hang gelegene Saalkirche, 1384 Stiftung einer Kapelle, 1616 von Grund auf erneuert, Restaurierungen 1985/1988 und seit 1991, verputzt | Frauenstein         | Frauenstein                |                 | 50° 48′ 14″ N, 13° 32′ 30″ O |
| Denkmal für die Gefallenen des Ersten Weltkrieges Großschirma                      | Obeliskartiger Aufbau mit vorgelagerter breiter Treppe, straßenbildprägend unterhalb der Kirche, ortshistorische Bedeutung. Breiter Sockel, Obelisk aus rotem Sandstein, Relief mit Lorbeerkranz, Inschrift | Großschirma         | Großschirma                |                 | 50° 59′ 13″ N, 13° 14′ 24″ O |
| Denkmal Martin-Luther-Platz Oederan                                                | 1884 anlässlich des 400. Geburtstags Martin Luthers neben der Kirche aufgestelltes Denkmal. | Oederan             | Oederan                    |                 | 50° 51′ 37″ N, 13° 10′ 5″ O  |
| Donatsfriedhof Freiberg                                                            | Anfang 16. Jh. als Pestfriedhof vor den Toren von Freiberg angelegt, seit 1957 nur noch vereinzelt benutzt | Freiberg            | Freiberg                   | weitere Bilder  | 50° 55′ 4″ N, 13° 21′ 15″ O  |
| Kapelle Burg Kriebstein                                                            | Über der Zschopau gelegener Bergsporn mit sehr gut erhaltener, malerischer Burganlage. Anlage oberhalb der Zschopau auf ovalem Grundriss erbaut, die Kapelle schließt sich östlich an den Wohnturm von 1399 an | Kriebstein          | Kriebstein                 | weitere Bilder  | 51° 2′ 35″ N, 13° 1′ 1″ O    |
| Burgruine und Neues Schloss Frauenstein:                                           | Burgruine mit Nordturm, Südturm, Ringmauer, Palas und Innerer Mauer; mit Seltenheitswert. Auf schroff ansteigendem Felskegel in großen Teilen erhaltener Komplex, 1272 erstmals urkundlich erwähnt. Drei Fensteröffnungen der ehemaligen Kapelle am Palas erkennbar.                                                                                 | Frauenstein         | Frauenstein                | weitere Bilder  | 50° 48′ 16″ N, 13° 32′ 23″ O |
| Friedhof Augustusburg mit Friedhofskapelle, Leichenhalle                           | Barockes Grabmal Arnold Zeller (1772), Sandstein; Barockes Grabmal Zeller (1780), Sandstein; Neogotisches Grabmal Friedrich August Weigel, gest. 1867. Grabplatte Familie Richter (an der Leichenhalle) | Augustusburg        | Augustusburg               | Bild gesucht BW | 50° 49′ 2″ N, 13° 5′ 59″ O   |
| Friedhof Frankenberg mit Friedhofskapelle und Gedenkstätten                        | Friedhofskapelle als architektonisch bemerkenswerter Sakralbau mit Glockenturm und Aufbahrungsräumen. Kapelle: Anspruchsvoll gestalteter Kapellenbau in secessionistisch verfremdetem Stil | Frankenberg/Sa.     | Frankenberg                |                 | 50° 54′ 3″ N, 13° 2′ 0″ O    |
| Friedhof Roßwein mit Einzeldenkmalen                                               | Alte Friedhofsanlage mit zahlreichen, baukünstlerisch interessanten Grabstätten (ab 2. Hälfte 18. Jh.), Urnenanlage in Form einer roten Backsteinmauer mit rundbogigen Nischen aus den 1920er Jahren, Kapelle (um 1900) mit bleiverglasten Farbfenstern                                                                                              | Roßwein             | Roßwein                    |                 | 51° 4′ 1″ N, 13° 11′ 13″ O   |
| Friedhof Waldheim mit zwei Kapellen und Gedenkstätten                              | Stadtfriedhof mit künstlerisch interessanten Begräbnisstätten, u. a. entworfen vom Bildhauer Georg Kolbe, baukünstlerisch wertvolle Kapelle im Jugendstil, die zweite Kapelle Klinkergebäude der Gründerzeit. | Waldheim            | Waldheim                   | Bild gesucht BW | 51° 4′ 12″ N, 13° 1′ 31″ O   |
| Friedhofskapelle und Friedhof Erdmannsdorf                                         | Friedhofskapelle im Reformstil der Zeit um 1910. Friedhofskapelle: eingeschossiger gedrungener Putzbau mit Portikus auf kräftigen Pfeilern mit Inschrift: „Ich bin die Auferstehung und das Leben“ | Augustusburg        | Erdmannsdorf               |                 | 50° 49′ 11″ N, 13° 4′ 31″ O  |
| Grabkapelle Technitz                                                               | Schlichter Kapellenbau mit Walmdach und Ziergiebel, 19. Jh. | Döbeln              | Technitz                   |                 | 51° 7′ 55″ N, 13° 3′ 35″ O   |
| Hospitalfriedhof Sayda mit Begräbniskapelle und Gedenkstätten                      | Friedhofsanlage mit Begräbniskapelle 1476, ehem. Hospitalkirche. Putzbau mit dreiseitigem Ostschluss, im Innern flachgedeckt, Turm 1776 abgetragen. | Sayda               | Sayda                      |                 | 50° 42′ 38″ N, 13° 25′ 28″ O |
| Kirchhof Ringethal                                                                 | Gefallenendenkmal, Grabmal für den Pfarrer Johannes Hertel, Grabanlage für die Rittergutsbesitzer sowie verschiedene historische Grabsteine | Mittweida           | Ringethal                  |                 | 51° 0′ 20″ N, 12° 59′ 59″ O  |
| Neuer Friedhof Mittweida                                                           | Baulichkeiten in Stilformen des Historismus und Jugendstils. Friedhofskapelle des Neuen Friedhofs einschließlich der integrierten Leichenhalle und Wirtschaftsräume sowie dem Gärtnereigebäude | Mittweida           | Mittweida                  | weitere Bilder  | 50° 58′ 31″ N, 12° 58′ 54″ O |
| Neuer Friedhof Hainichen                                                           | Friedhofskapelle: Historismus (Anfang der Neogotik), Dreipass und gekreuzigter Christus über dem Eingang, Portal: Porphyr, Dachreiter. Aufbahrungshalle: rote Klinker, Mittelrisalit, steinerner Aufsatz mit Kreuz (Porphyr) und Samariterbrunnen sowie zwei Grabanlagen, vier Grabmale und das Friedhofsportal                                      | Hainichen           | Ottendorf                  |                 | 50° 58′ 11″ N, 13° 7′ 44″ O  |
| Rittergut Neusorge: Schloss Neusorge mit Orangerie, Kapelle und Gerichtsgebäude    | Geschlossen erhaltener Gebäudekomplex. Schlossanlage mit zwei Flügelbauten, an Stelle eines durch Brand vernichteten Renaissanceschlosses erbaut. | Mittweida           | Zschöppichen               | weitere Bilder  | 50° 57′ 9″ N, 12° 59′ 29″ O  |
| Rittergut Oberreinsberg: Schloss, zwei Brücken und Schlossgraben                   | Spätgotischer Herrensitz des Rittergutes, burgähnliche vierflügelige Schlossanlage um einen Innenhof, mit sog. Eremitage des frühen 18. Jh. | Reinsberg           | Oberreinsberg              | weitere Bilder  | 51° 0′ 31″ N, 13° 21′ 18″ O  |
| Kapelle von Schloss Purschenstein: im östlichen Kapellenturm                       | Heute als Hotel genutzt. Hochgelegene Befestigungsanlage des 13.-16. Jh., von einst fünf Türmen nur noch der nördl. Rundturm, der südwestl. Treppenturm erhalten. Wesentliche Umbauten im 18./19. Jh. Renaissancebau, auf der Ostseite des Hofes Kapellen- oder Saigerturm, 16. Jh., darin vier Medaillonfenster mit Evangelistendarstellungen 1612. | Neuhausen/Erzgeb.   | Neuhausen                  | weitere Bilder  | 50° 40′ 29″ N, 13° 27′ 49″ O |
| Waldfriedhof Burgstädt: Friedhofskapelle                                           | Datierungen: 1910–1911 (Friedhofskapelle); 1911 (Friedhofsportal) | Burgstädt           | Burkersdorf                | weitere Bilder  | 50° 55′ 21″ N, 12° 48′ 2″ O  |
| Waldfriedhof Flöha-Plaue: Friedhofskapelle                                         | Kapelle: Mittelteil auf quadratischem Grundriss und Seitenflügel, Mittelteil in repräsentativer Gestaltung mit Eingang, dieses flankiert von kannelierten Pilastern. Grab Otto Klemp. | Flöha               | Plaue                      |                 | 50° 50′ 30″ N, 13° 4′ 18″ O  |
| Friedhof Hartha: Friedhofskapelle                                                  | Friedhofskapelle: neoromanischer Klinkerbau (verputzt) mit Empore, Bleiverglasungen (1920er Jahre), Kapelle um 1893 erbaut, wohl um 1935 umgestaltet Verputz, neues Rundbogenportal mit Inschrift | Hartha              | Hartha                     | Bild gesucht BW | 51° 5′ 56″ N, 12° 58′ 49″ O  |
| Friedhof Hartmannsdorf: Leichenhalle, Einfriedung (Tor), Nebengebäude und Grabmale | Anlagenteile des Friedhofs, siehe auch Sachgesamtheitsliste, gleiche Anschrift. Bauliche Schutzgüter: Gebäude: 1. Parentationshalle: mit nachträglichem rückwärtigem Anbau | Hartmannsdorf       | Hartmannsdorf              | weitere Bilder  | 50° 53′ 4″ N, 12° 48′ 8″ O   |
| Alter Friedhof und Mittlerer Friedhof Oederan                                      | Der alte Gottesacker ist urkundlich seit 1694 belegt. Mit neun Grufthäusern, Feierhalle, Friedhofsmauer mit Tor sowie Gräbern | Oederan             | Oederan                    | Bild gesucht BW | 50° 51′ 44″ N, 13° 10′ 20″ O |
| Friedhof Rochlitz Lindenallee                                                      | Friedhofskapelle (1906), 15 Grabmale und fünf Grabanlagen bedeutender Rochlitzer Persönlichkeiten und Kriegerdenkmale | Rochlitz            | Rochlitz                   | weitere Bilder  | 51° 2′ 50″ N, 12° 48′ 25″ O  |
| Friedhofskapelle Friedhof Schönborn-Dreiwerden                                     | Massiver Baukörper aus schwarzgrauem Serpentinit-Bruchsteinen, Fenstergewände dunkelrote Klinker, vier Holzsäulen tragen den östlichen Giebel, Satteldach mit Biberschwanzdeckung, kleine Glocke | Rossau (Sachsen)    | Schönborn-Dreiwerden       | Bild gesucht BW | 51° 1′ 57″ N, 13° 8′ 47″ O   |
| Friedhofskapelle und Friedhof Oberschöna                                           | Qualitätvolle Aussegnungskapelle im Stil der 1920er Jahre. Kapelle: kreisrunder Grundriss, roter Klinker, vertikale Fensterschlitze, Flachdach mit zeltartiger Bekrönung und Kreuz | Oberschöna          | Oberschöna                 | Bild gesucht BW | 50° 56′ 10″ N, 13° 13′ 17″ O |
| Friedhof Wechselburg-Nauhain                                                       | Friedhofskapelle: eingeschossiger Putzbau über viereckigem Grundriss, Walmdach mit zwei kleinen Kreuzen, Dachdeckung erneuert, großes Stichbogenportal mit Datierung: 1851, Inschrifttafel. | Wechselburg         | Nauhain                    | Bild gesucht    | 51° 0′ 14″ N, 12° 46′ 49″ O  |
| Kapelle Brand-Erbisdorf                                                            | Kapelle, ehemals mit Schulteil. Schlichter Fachwerkbau, Bauantrag 1693, 1697 geweiht. 1871 wird der Schulteil des Fachwerkgebäudes durch einen Schulneubau ersetzt. Seit 1994 umfassende Restaurierung. | Brand-Erbisdorf     | Brand-Erbisdorf            | Bild gesucht    | 50° 52′ 23″ N, 13° 16′ 38″ O |
| Bethaus Alte Mordgrube                                                             | Bergmännisches Bethaus der „Alten Mordgrube“, erbaut 1853 als Material- und Zimmerhaus | Brand-Erbisdorf     | Brand-Erbisdorf            |                 | 50° 52′ 13″ N, 13° 20′ 12″ O |
| Kapelle Lichtenberg-Erzgebirge                                                     | Ungewöhnlich schlichte kleine Kapelle aus Holz, baugeschichtlich und ortsgeschichtlich von Bedeutung. | Lichtenberg/Erzgeb. | Lichtenberg                | Bild gesucht    | 50° 49′ 45″ N, 13° 21′ 16″ O |
| Kapelle Urnenfriedhof (Döbeln)                                                     | In markanter landschaftlicher Lage auf der Anhöhe stehende Kapelle, in typischer Gestaltung der 1930er Jahre, qualitätvolle Einfassung des abfallenden Friedhofgeländes mit Bruchsteinmauern. Kapelle: schlichter Putzbau | Döbeln              | Döbeln                     | weitere Bilder  | 51° 6′ 43″ N, 13° 7′ 3″ O    |
| Kapelle (Ehemaliges Rittergut Gepülzig)                                            | Barocker Putzbau mit Walmdach und charakteristischem Dachreiter. Verputzter Bruchsteinbau mit Porphyrgewänden auf rechteckigem Grundriss, flachbogige Fensteröffnungen, ebensolches Portal | Erlau               | Gepülzig                   | weitere Bilder  | 51° 1′ 24″ N, 12° 52′ 40″ O  |
| Lorenzkapelle Freiberg                                                             | Rathaus mit rückwärtigem Anbau und Plastik eines Bergmanns; breit gelagertes Gebäude mit Satteldach und vorgestelltem Turm, mit spätgotischer Lorenzkapelle (1514), an der Nordostecke Anbau von 1912 an Stelle der einstigen Stadtfronfeste (Stockhaus)                                                                                             | Freiberg            | Freiberg                   | weitere Bilder  | 50° 55′ 2″ N, 13° 20′ 36″ O  |
| Friedhof Oberschöna                                                                | Friedhof nach 1632: alte Bruchsteinmauer, alter Baumbestand, Kapelle mit Christusstatue | Oberschöna          | Oberschöna                 | Bild gesucht    | 50° 53′ 45″ N, 13° 15′ 34″ O |
| Friedhof und Kapelle Rochsburg                                                     | Landschaftsprägendes Ensemble, nach 1850. Einzeldenkmale: Grabmäler: Erbbegräbnis Fabrikant Braun: zeittypische Architekturelemente | Lunzenau            | Rochsburg                  |                 | 50° 56′ 52″ N, 12° 45′ 31″ O |
| Friedhof und Kapelle Geringswalde                                                  | Friedhofsverwalterhaus – Sachgesamtheitsteil Friedhofsgestaltung: Eine sich von SO nach NW erstreckende nach NW zugespitzte lange Dreieckfläche ist durch ein geradliniges Wegesystem in Quartiere geteilt | Geringswalde        | Geringswalde               | Bild gesucht    | 51° 4′ 41″ N, 12° 53′ 53″ O  |
| Neuer Friedhof Hohenkirchen (Lunzenau)                                             | Kriegerdenkmal: einfacher Stein mit Kreuz, landschaftsgestaltende Bedeutung durch Anordnung in Baumallee und Sichtachse, Grabdenkmal um 1800 in Form eines Baumstammes | Lunzenau            | Hohenkirchen               | weitere Bilder  | 50° 57′ 48″ N, 12° 46′ 11″ O |
| Kapelle Niederfriedhof Döbeln                                                      | Kapelle: nach Abriss der alten baufälligen Kapelle wurde ca. 100 m weiter oben eine neue erbaut und 1857 geweiht, wobei die Fenstergewände der alten Kapelle mit ihrer spätgotischen Gestaltung verwendet wurden | Döbeln              | Döbeln                     | weitere Bilder  | 51° 7′ 3″ N, 13° 7′ 11″ O    |
| Kirchhof und anschließender Alter Friedhof (Mittweida)                             | Beachtenswerter unterkellerter Kirchhof mit Einfriedung: nördliche und südwestliche Einfriedungsmauer (Stützmauer) aus Porphyrmauerwerk, am NW-Zugangsweg zwei verputzte Torpfeiler | Mittweida           | Mittweida                  | weitere Bilder  | 50° 59′ 1″ N, 12° 58′ 56″ O  |
| Kapelle von Schloss Lichtenwalde                                                   | Schlichter einschiffiger Bau, im Kern romanisch, im 15. Jh. und 1622/23 neu ausgestattet, Donati-Orgel | Niederwiesa         | Lichtenwalde (Niederwiesa) | weitere Bilder  | 50° 53′ 1″ N, 13° 0′ 39″ O   |
| Kapelle von Schloss Rochsburg                                                      | Schloss Rochsburg, heute Museum und Jugendherberge, mit Hauptbau, Befestigungsanlagen, Kapelle St. Anna mit Renaissancealtar von Andreas Lorentz, Brunnenhaus, Wirtschaftshof und Lusthaus (nordöstl. der Burg) sowie Höfen und Zufahrt mit Brücke                                                                                                   | Lunzenau            | Rochsburg                  | weitere Bilder  | 50° 56′ 38″ N, 12° 45′ 49″ O |
| Kriegerdenkmal Sayda                                                               | Ursprünglich am vorderen Seitentor der Stadtpfarrkirche (ehemaliges Hochzeitsportal, durch welches die zukünftigen Ehemänner die Kirche betraten) aufgestelltes Denkmal, welches im Park gegenüber dem Bahnhof aufgestellt ist. | Sayda               | Sayda                      |                 | 50° 42′ 38″ N, 13° 25′ 30″ O |
| Villa Freiberg, Weisbachstraße 18                                                  | Villa mit Niederlassung; repräsentativer Historismusbau mit unterschiedlichen Steinmaterialien errichtet (Bruchstein, Klinker und Sandstein) aus rechteckigen Vordergebäude mit Walmdach, Verbindungsbau und kapellenartigem rückwärtigen Trakt | Freiberg            | Freiberg                   |                 | 50° 55′ 23″ N, 13° 20′ 17″ O |
| Friedhofskapelle Zug (Freiberg)                                                    | Künstlich angelegte, ausgemauerte Wasserlaufsanlage einschließlich der querenden Brücken; brachte Aufschlagwasser vom Großhartmannsdorfer Teich zu den Zuger Gruben, bis auf Höhe der Friedhofskapelle erhalten | Freiberg            | Zug                        | weitere Bilder  | 50° 52′ 54″ N, 13° 20′ 43″ O |

## Kirchengebäude
| Artikel                                                    | Beschreibung | Gemeinde                 | Ort                               | Bild            | Koordinaten                    |
| ---------------------------------------------------------- | --- | ------------------------ | --------------------------------- | --------------- | ------------------------------ |
| Annenkirche (Seelitz)                                      | Landschaftsprägende Kirche und alter Dorffriedhof mit bemerkenswerten Gräbern für Pfarrer und Kantoren. Sehr stattlicher Emporensaal, anstelle einer romanischen Kirche errichtet | Seelitz                  | Seelitz                           | weitere Bilder  | 51° 1′ 52″ N, 12° 49′ 10″ O    |
| Anstaltskirche Hochweitzschen                              | Kirchengebäude des Fachkrankenhaus Bethanien Hochweitzschen, 1898 geweiht, 1975 entwidmet und umgebaut | Großweitzschen           | Hochweitzschen                    | weitere Bilder  | 51° 9′ 7″ N, 13° 1′ 44″ O      |
| St. Petri (Augustusburg)                                   | Große als Gegenstück des Schlosses weithin sichtbare Hallenkirche, 1840/45 nach Plan von Christian Friedrich Uhlig erbaut, nach Brand 1893 bis 1896 wiederhergestellt, weiträumige Halle mit prachtvoller neubarocker Ausstattung.                                                                                          | Augustusburg             | Augustusburg                      | weitere Bilder  | 50° 48′ 49″ N, 13° 5′ 51″ O    |
| Basilika Heilig Kreuz (Wechselburg)                        | Kirchengebäude von Kloster Wechselburg, 1168 gegründetes Kloster der Benediktiner, Bau der kreuzförmigen dreischiffigen Basilika um 1200 abgeschlossen, bedeutender Lettner der Spätromanik um 1230/40. | Wechselburg              | Wechselburg                       | weitere Bilder  | 51° 0′ 17″ N, 12° 46′ 17″ O    |
| Dorfkirche Gahlenz                                         | Spätbarocke Saalkirche 1765/68 erbaut, Turm 1775, Ausstattung aus der Entstehungszeit. | Oederan                  | Gahlenz                           | weitere Bilder  | 50° 49′ 43″ N, 13° 12′ 56″ O   |
| Dorfkirche Altgeringswalde                                 | Zierliche, im Kern vermutlich romanische Saalkirche, mehrfach verändert, Rest. 1935/35 und 1991/96. Spätgotischer Schnitzaltar um 1510. | Geringswalde             | Altgeringswalde                   | weitere Bilder  | 51° 5′ 4″ N, 12° 54′ 53″ O     |
| Dorfkirche Dittersbach (Frauenstein)                       | Saalkirche, wohl 17. Jh., Orgel 18. Jh. | Frauenstein (Erzgebirge) | Dittersbach                       | weitere Bilder  | 50° 47′ 42″ N, 13° 28′ 56″ O   |
| Kirche St. Ägidien (Altenhof)                              | Romanische Dorfkirche umgeben vom Kirchhof mit historischen Grabmalen, Romanische Saalkirche des frühen 13. Jh., Veränderungen des Inneren 1609 und 1708, Sakristei | Leisnig                  | Altenhof                          | weitere Bilder  | 51° 10′ 5″ N, 12° 58′ 50″ O    |
| St. Ägidius (Altpenig)                                     | Im Kern romanische Saalkirche, Chor mit Apsis um 1400, spätgotische und barocke Figuren | Penig                    | Altpenig                          | weitere Bilder  | 50° 56′ 12″ N, 12° 42′ 14″ O   |
| Dorfkirche Beicha                                          | Auf rechteckigem Grundriss, nach Brand des Vorgängerbaus 1834 errichtete klassizistische Saalkirche mit Walmdach und Dachreiter | Mochau                   | Beicha                            | weitere Bilder  | 51° 9′ 19″ N, 13° 13′ 57″ O    |
| Dorfkirche Bieberstein                                     | Im Kern spätgotische Saalkirche, 1676 vollständig erneuert, mehrfache Veränderungen 1723/27, 1840 und 1888. Verputzter Bruchsteinbau mit gerade geschlossenem Chor; Altar 1679, Sandsteintaufe 1580, Orgel 1822. | Reinsberg                | Bieberstein                       | weitere Bilder  | 51° 0′ 32″ N, 13° 20′ 31″ O    |
| Dorfkirche Bockelwitz                                      | Schlichte klassizistische Saalkirche 1797, Kanzelaltar gleichzeitig, Orgel mit Rokokoprospekt 1797/98. | Leisnig                  | Bockelwitz                        | weitere Bilder  | 51° 11′ 57″ N, 12° 57′ 15″ O   |
| Dorfkirche Dorfchemnitz                                    | Saalkirche, verputzter Bruchsteinbau mit dreiseitigem Chorschluss, Rundbogenfenster, Walmdach, Kanzelaltar 18. Jh., Kayser-Orgel von 1803 | Dorfchemnitz bei Sayda   | Dorfchemnitz                      | weitere Bilder  | 50° 46′ 0″ N, 13° 26′ 18″ O    |
| Dorfkirche Eppendorf                                       | Großer neuromanischer Emporensaal, 1862/65 nach Plan von Christian Friedrich Arnold; Altarblatt 1866, eine der größten Dorfkirchen in Sachsen | Eppendorf                | Eppendorf                         | weitere Bilder  | 50° 48′ 1″ N, 13° 13′ 39″ O    |
| Kirche Göhren (Wechselburg)                                | Spätrom. Schiff mit eingezogenem Rechteckchor, Vorhalle an der Südseite von 1519, hoher, oktogonaler Dachreiter; im Inneren flachgedecktes Schiff, eine Empore, Chorbogen; Flügelaltar, 1512: Spätgot. Sakramentsnische, Taufstein, 1892; großes hölzernes Kruzifix an der Nordseite, 16. Jh.; im Süden die Herrschaftsloge | Wechselburg              | Göhren (Wechselburg)              | weitere Bilder  | 50° 59′ 7″ N, 12° 45′ 40″ O    |
| Dorfkirche Niederstriegis                                  | Klassizistische Saalkirche, 1849/50 nach Plan von Christian Friedrich Uhlig erbaut, Putzbau mit geradem Ostschluss, Westturm mit Haube | Roßwein                  | Niederstriegis                    | weitere Bilder  | 51° 4′ 44″ N, 13° 9′ 3″ O      |
| Dorfkirche Sachsenburg                                     | Auf Anhöhe gelegene Dorfkirche von auffallenden Proportionen und mit markanter Turmfassade, Bau geht auf romanischen Ursprungsbau zurück (sehr dicke Wände von 1 m Wandstärke) | Frankenberg/Sa.          | Sachsenburg                       | weitere Bilder  | 50° 56′ 28″ N, 13° 2′ 13″ O    |
| Kirche Helbigsdorf mit Kirchhof                            | Kirche (mit Silbermann-Orgel), Mauer (mit Steinkreuz), drei Grabmale (barock), Steinkreuz (1569), Friedhofskapelle (1755) mit Gruft und Gedenkstein für die Gefallenen des Ersten und Zweiten Weltkrieges | Mulda/Sa.                | Helbigsdorf                       | weitere Bilder  | 50° 48′ 41″ N, 13° 21′ 55″ O   |
| Kirche Hohenkirchen (Lunzenau)                             | Langgestreckter Rechtecksaal mit eingezogenem Chor, Apsis, Saal flach mit Spiegelgewölbe, umlaufende Emporen an drei Seiten, Kanzelaltar von 1898, Taufbecken gleiche Zeit, zwei Kelche: 1354, um 1500, zweigeschossige Korbbogenfenster an Längsseiten                                                                     | Lunzenau                 | Hohenkirchen                      | weitere Bilder  | 50° 57′ 44″ N, 12° 46′ 19″ O   |
| Kirche Langenau (Brand-Erbisdorf)                          | Barocke Saalkirche mit Dachreiter mit spätgotischem Kern und Renaissance-Sitznischenportal. Die Kirche ist das älteste Bauwerk von Langenau. Bereits 1185 ist eine Kirche nachweisbar. | Brand-Erbisdorf          | Langenau                          | weitere Bilder  | 50° 50′ 14″ N, 13° 17′ 44″ O   |
| Kirche Nauhain                                             | Saalbau romanischen Ursprungs mit spätgotischem Choranbau mit Altar von Peter Breuer. Zu den weiteren wertvollen Ausstattungsstücken gehört eine Eisenglocke einer Hallenser Gießerei. | Hartha                   | Nauhain                           | weitere Bilder  | 51° 7′ 41″ N, 13° 0′ 28″ O     |
| Kirche Obergräfenhain                                      | Im Kern romanische, barock erweitere Chorturmkirche, barocke Orgel 1752 | Penig                    | Obergräfenhain                    | weitere Bilder  | 50° 59′ 30″ N, 12° 42′ 14″ O   |
| Kirche Ziegra                                              | Kleine klassizistische Saalkirche 1769/70, annähernd quadratischer Putzbau mit Pyramidendach und Dachreiter, Kanzelaltar, kleine Jehmlich-Orgel | Döbeln                   | Ziegra                            | weitere Bilder  | 51° 6′ 20″ N, 13° 3′ 20″ O     |
| Dorfkirche Taura                                           | Dominant gelegene Saalkirche mit altem Kirchhof und Friedhofserweiterung sowie Grabsteinen verschiedenster Epochen. Dorfkirche: dreiseitig geschlossener, im Kern älterer Saalbau mit Turm 1861 | Taura                    | Taura                             | weitere Bilder  | 50° 55′ 27″ N, 12° 50′ 26″ O   |
| St. Nicolaikirche (Döbeln)                                 | Eindrucksvolle gotische Hallenkirche, dreischiffig, das Mittelschiff mit Fünfachtelschluss, eingezogener Westturm mit barockem Aufbau, bedeutender Altar des nach diesem Werk benannten anonymen Meisters, um 1520 | Döbeln                   | Döbeln                            | weitere Bilder  | 51° 7′ 19″ N, 13° 7′ 29″ O     |
| Dorfkirche Frankenstein                                    | Im Kern romanische, 1747/51 barockisierte Saalkirche im Ortsteil Frankenstein von Oederan, Silbermann-Orgel | Oederan                  | Frankenstein                      | weitere Bilder  | 50° 54′ 6″ N, 13° 12′ 44″ O    |
| Dorfkirche Gallschütz                                      | Im Kern spätromanisch, im 14. Jh. umgebaut, im 16./17. Jh. verändert und 1867 erneuert, 1976 rest. | Großweitzschen           | Gallschütz                        | weitere Bilder  | 51° 11′ 33″ N, 13° 1′ 25″ O    |
| Dorfkirche Gleisberg                                       | Romanische Chorturmkirche mit qualitätvoller Ausstattung, umgeben vom alten Kirchhof mit bedeutsamen Grabmalen und Denkmalen. Kirche: im 12. Jh. als Katharinenkapelle erbaut, Langhaus M. 13. Jh., wertvoller Flügelaltar.                                                                                                 | Roßwein                  | Gleisberg                         | weitere Bilder  | 51° 4′ 34″ N, 13° 14′ 17″ O    |
| Dorfkirche Großschirma                                     | Saalkirche mit mächtigem, spätromanischem Wehrturm, imposante wehrhafte Einfriedungsmauer. Verputzter Bruchsteinbau mit eingezogenem dreiseitigem Chor mit Strebepfeilern, Kirchenschiff und Chor, Turm 12., Chor 15., Saal 16. Jh.                                                                                         | Großschirma              | Großschirma                       | weitere Bilder  | 50° 57′ 58″ N, 13° 18′ 5″ O    |
| Dorfkirche Großweitzschen                                  | Saalkirche in historisierenden Formen, 1908 nach Plan von Julius Zeißig erbaut; Putzbau mit eingezogenem Chor und Apsis, innen tonnengewölbt | Großweitzschen           | Großweitzschen                    | weitere Bilder  | 51° 9′ 31″ N, 13° 2′ 43″ O     |
| Kirche Hirschfeld (Reinsberg)                              | Ursprünglich romanische Saalkirche, umgebaut zum spätgotischen Einstützenraum, Nordanbau, Chorpolygon und Einwölbung 1582. | Reinsberg                | Hirschfeld                        | weitere Bilder  | 51° 2′ 16″ N, 13° 21′ 3″ O     |
| Dorfkirche Königsfeld (Sachsen)                            | Kleine Saalkirche mit niedrigem Turm 15. Jh., 1754 erneuert. Verputzter Bruchsteinbau mit geradem Schluss, Altar 1654 | Königsfeld               | Königsfeld                        | weitere Bilder  | 51° 3′ 46″ N, 12° 45′ 14″ O    |
| Dorfkirche Lichtenberg/Erzgeb.                             | Saalkirche 1437, nach Brand 1648 wiederaufgebaut, verputzter Bruchsteinbau mit polygonalem Chor | Lichtenberg/Erzgeb.      | Lichtenberg                       | weitere Bilder  | 50° 50′ 31″ N, 13° 24′ 30″ O   |
| Dorfkirche Mockritz (Großweitzschen)                       | 1673 bis 1678 nach Brand des Vorgängerbaus unter Einbeziehung älterer Reste neu erbaut. 1833 Restaurierung der gesamten Kirche, dabei Abriss der bisherigen Sakristei. | Großweitzschen           | Mockritz                          | weitere Bilder  | 51° 9′ 47″ N, 13° 4′ 35″ O     |
| Dorfkirche Nassau                                          | Saalkirche, Bruchsteinbau mit Walmdach und Dachreiter mit Welscher Haube, Silbermannorgel | Frauenstein              | Nassau                            | weitere Bilder  | 50° 45′ 40″ N, 13° 32′ 47″ O   |
| Dorfkirche Neukirchen (Reinsberg)                          | Barocke Saalkirche mit mittelalterlichen Bauteilen. Überaus stattliche Saalkirche 1693/95 als barocke Saalkirche unter Wiederverwendung des romanischen Chorschlusses erbaut. | Reinsberg                | Neukirchen                        | weitere Bilder  | 51° 1′ 40″ N, 13° 24′ 13″ O    |
| Dorfkirche Pappendorf                                      | Qualitätvolle Saalkirche mit querrechteckigem Westturm mit geschweiftem Haubendach. | Striegistal              | Pappendorf                        | weitere Bilder  | 50° 59′ 19″ N, 13° 10′ 56″ O   |
| Dorfkirche Ringethal                                       | Kleine romanische Saalkirche, gotisch und barock umgebaut, Silbermannorgel | Mittweida                | Ringethal                         | weitere Bilder  | 51° 0′ 20″ N, 12° 59′ 57″ O    |
| Dorfkirche Rossau                                          | Auf einer Anhöhe oberhalb des Dorfes gelegene Kirche romanischen Ursprungs, kräftiger, weithin sichtbarer Turm mit hohem Dachreiter, beachtlicher spätgot. Schnitzaltar und historische Orgel | Rossau                   | Rossau                            | weitere Bilder  | 51° 0′ 5″ N, 13° 2′ 19″ O      |
| Dorfkirche Schellenberg                                    | Weithin sichtbare Saalkirche, 1777/78 erbaut, bauzeitliche Ausstattung. | Leubsdorf                | Schellenberg                      | weitere Bilder  | 50° 48′ 21″ N, 13° 7′ 50″ O    |
| Dorfkirche Schönerstädt                                    | Das Ortsbild maßgeblich prägende Saalkirche mit verschiefertem Fachwerkturm. Die Kirche wurde nach Brand 1652 instand gesetzt und 1820/23 umgestaltet. | Hartha                   | Schönerstädt                      | weitere Bilder  | 51° 7′ 15″ N, 12° 54′ 37″ O    |
| Dorfkirche Sitten                                          | Einschiffiger Kirchenbau des 15. Jh., Veränderungen und Wiederherstellungen 1730–34 und 1820, Restaurierung 1939. Verputzter Bruchsteinbau mit eingezogenem, gerade geschlossenem Chor | Leisnig                  | Sitten                            | weitere Bilder  | 51° 12′ 18″ N, 12° 56′ 1″ O    |
| Dorfkirche Wendishain                                      | Ortsbildprägende Kirche umgeben von altem Kirchhof, mehrfach veränderte Saalkirche, im Kern 13. Jh. Umbauten 1770 und 1834. Quadersteinbau mit geradem Ostschluss, flachgedeckter Saal, klassizist. Kanzelaltar. | Hartha                   | Wendishain                        | weitere Bilder  | 51° 8′ 12″ N, 12° 59′ 19″ O    |
| Dorfkirche Hermsdorf mit Kirchhof                          | Schlichte Saalkirche von 1788, verputzter Bruchsteinbau mit geradem Chorschluss, Walmdach mit Dachreiter. Ladegast-Orgel 1883/84. | Zettlitz                 | Hermsdorf                         |                 | 51° 4′ 30″ N, 12° 52′ 24″ O    |
| Dorfkirche Zettlitz mit Kirchhof                           | Weithin sichtbare klassizistische Saalkirche, 1847/48 von Christian Friedrich Uhlig unter Verwendung von älterem Material erbaut, spätgotischer Schnitzaltar mit fragmentarischen Figuren 1510/15. | Zettlitz                 | Zettlitz                          | weitere Bilder  | 51° 4′ 27″ N, 12° 50′ 22″ O    |
| Ehemalige Kapelle Allerheiligen (Mittweida)                | Ehemalige mittelalterliche Kapelle 1384, 1822 abgetragen, ein Wasserspeier erhalten | Mittweida                | Mittweida                         | weitere Bilder  |                                |
| Kirche Marbach (Striegistal)                               | Barocke Saalkirche mit frühgotischem Westturm, am Saal Segmentbogenfenster, im Innern bemalte Decke, Medaillons mit Evangelistensymbolen. | Striegistal              | Marbach (Striegistal)             | weitere Bilder  | 51° 2′ 46″ N, 13° 13′ 54″ O    |
| Kirche Hartmannsdorf (Chemnitz)                            | Repräsentativer neugotischer Klinkerbau mit polygonalem Chorabschluss, Dachreiter und Westturm | Hartmannsdorf            | Hartmannsdorf                     | weitere Bilder  | 50° 53′ 6″ N, 12° 48′ 8″ O     |
| Kirche Hartha                                              | Ortsbildprägende neoromanische Hallenkirche, erbaut 14. April 1868 bis 13. November 1870 von Emil Haase (Entwurf und Ausführung der Kirche), Massivbau (Naturstein) als große, dreischiffige Halle erbaut | Hartha                   | Hartha                            | weitere Bilder  | 51° 5′ 51″ N, 12° 58′ 46″ O    |
| Dorfkirche Conradsdorf mit Kirchhof                        | Neugotische Kirche 1871/72 mit etwa gleichzeitiger Ausstattung, sechs Grabmale, VVN-Denkmal, Soldatengrabmal und Kirchhofseinfriedung | Halsbrücke               | Conradsdorf                       | weitere Bilder  | 50° 57′ 3″ N, 13° 22′ 50″ O    |
| Kirche Erlau (Sachsen)                                     | Saalkirche, Putzbau mit Sockel, Fenster- und Türgewänden sowie Strebepfeilern aus Rochlitzer Porphyrtuff. Kirche: einschiffiger, flachgedeckter Bau, eingezogener Chor, Strebepfeiler, Maßwerkfenster | Erlau                    | Erlau                             | weitere Bilder  | 51° 0′ 26″ N, 12° 55′ 51″ O    |
| Dorfkirche Langenstriegis                                  | Dorfkirche: aus Bruchstein gemauerte Kirche mit Satteldach, dreiseitig geschlossener Chor aus gotischer Zeit, verschieferter Turm ist ins Schiff einbezogen, Saalkirche mit umlaufender Empore | Frankenberg/Sa.          | Langenstriegis                    | weitere Bilder  | 50° 54′ 29″ N, 13° 7′ 9″ O     |
| Dorfkirche Naundorf                                        | Gut erhaltenes Ensemble von großer ortshistorischer Bedeutung. Kirche: s.o. Kirchhofsmauer: umlaufende Bruchsteinmauer, nur an wenigen Stellen unterbrochen bzw. ersetzt; Leichenhalle: schlichter Bruchsteinbau mit Satteldach                                                                                             | Bobritzsch-Hilbersdorf   | Naundorf (Bobritzsch-Hilbersdorf) | weitere Bilder  | 50° 56′ 12″ N, 13° 25′ 17″ O   |
| Dorfkirche Schwarzbach mit Kirchhof                        | Im Kern romanische Saalkirche mit eingezogenem Chor und Dreiachtelschluss, um 1883 neugotische Umgestaltung durch Gotthilf Ludwig Möckel. Weiter Innenraum mit offenem Dachstuhl. | Königsfeld               | Schwarzbach                       | weitere Bilder  | 51° 5′ 14″ N, 12° 46′ 3″ O     |
| Kirche Königshain                                          | Lang gestreckter Rechteckbau mit doppelten Emporen u. Logen an Nord- u. Südseite in guten Schnitzformen, Felderumrahmungen der Flachdecke. Datierung: 1764–1766 erneuert (Kirche); bez. 1609 (Kruzifix); 1856 (Orgel) | Königshain-Wiederau      | Königshain                        | weitere Bilder  | 50° 58′ 23″ N, 12° 52′ 39″ O   |
| Dorfkirche Mulda/Sa.                                       | Im Kern spätgotische Saalkirche, nach Brand 1639 Wiederaufbau auf alten Grundmauern, Walmdach mit barockem Dachreiter. Kirche: spätgotische Saalkirche, 1634 nach Brand Wiederaufbau | Mulda/Sa.                | Mulda                             | weitere Bilder  | 50° 48′ 21″ N, 13° 25′ 12″ O   |
| Kirche Oberelsdorf mit Kirchhof                            | Romanische Chorturmkirche: Apsis am Turm, Segmentbogenfenster am Schiff, Zwillingsrundbogenfenster mit Säulchen im Turm, Porphyrgewände, spitzer Turmhelm, Eckquaderungen, Schieferdachdeckung. | Lunzenau                 | Oberelsdorf                       | weitere Bilder  | 50° 58′ 13″ N, 12° 42′ 28″ O   |
| Martin-Luther-Kirche (Geringswalde)                        | Neugotisches Bauwerk 1888 von Julius Zeißig, 65 m hoher Westturm, gewölbtes Inneres mit Farbglasfenstern, Orgel von Schmeisser 1926 | Geringswalde             | Geringswalde                      | weitere Bilder  | 51° 5′ 4″ N, 12° 54′ 53″ O     |
| Kirche Seifersdorf (Hartha)                                | Saalkirche mit Chorturm auf Anhöhe gelegen, 1800 unter Verwendung von Teilen eines Vorgängerbaus (13. Jh.) erbaut. Flachgedeckt, Emporen. | Hartha                   | Seifersdorf                       | weitere Bilder  | 51° 7′ 47″ N, 12° 54′ 11″ O    |
| Kirche Gersdorf                                            | Klassizistische Saalkirche von Johann Gottlieb Ilgen, auf Anhöhe gelegen, umgeben von altem durch eine Bruchsteinmauer umschlossenen Kirchhof. | Hartha                   | Gersdorf                          | weitere Bilder  | 51° 7′ 28″ N, 12° 56′ 21″ O    |
| Evangelische Kirche Hohenfichte                            | Saalkirche in der Art der deutschen Renaissance, als Stiftung nach Plan von Schilling & Graebner errichtet und 1896 eingeweiht, Turm mit Laterne und hoher Spitze, innen mit offenem Dachstuhl, einheitliche Ausstattung in Renaissance- und Jugendstilformen                                                               | Leubsdorf                | Hohenfichte                       | weitere Bilder  | 50° 49′ 24″ N, 13° 7′ 50″ O    |
| Freiberger Dom                                             | Bedeutende spätgotische Hallenkirche mit zahlreichen, teils erstrangigen Bildwerken (Goldene Pforte, Tulpenkanzel), Silbermannorgeln, Grablege des sächsischen Fürstenhauses | Freiberg                 | Freiberg                          | weitere Bilder  | 50° 55′ 13″ N, 13° 20′ 36″ O   |
| Friedenskirche (Freiberg)                                  | Kirchengebäude der Methodistischen Kirche in Freiberg in Sachsen | Freiberg                 | Freiberg                          | weitere Bilder  | 50° 55′ 14″ N, 13° 20′ 49″ O   |
| Georgenkirche (Flöha)                                      | Im Kern vermutlich romanische Saalkirche, verputzter Bruchsteinbau mit eingezogenem dreiseitig geschlossenem Chor (15. Jh.), Saal (1741) mit Dachreiter, Grabmale | Flöha                    | Flöha                             | weitere Bilder  | 50° 51′ 40″ N, 13° 4′ 4″ O     |
| Jakobikirche (Freiberg)                                    | Neugotische Kirche 1890/92 nach Plan von Theodor Quentin, teils barocke Ausstattung, Silbermannorgel | Freiberg                 | Freiberg                          | weitere Bilder  | 50° 55′ 3″ N, 13° 21′ 2″ O     |
| Kapelle Zug                                                | Material- und Bethaus mit Dachreiter (1853), Bestandteil der historischen Bergbaulandschaft mit Halden des 16. bis 19. Jh. | Freiberg                 | Zug                               | weitere Bilder  | 50° 53′ 7″ N, 13° 20′ 36″ O    |
| Katholische Kirche (Hainichen)                             | Rechteckiger Saalbau mit angebautem Turm. Einfriedung: Bruchsteinmauer, teilweise geschnittene Hainbuchen-Hecke. | Hainichen                | Hainichen                         | weitere Bilder  | 50° 58′ 11″ N, 13° 7′ 24″ O    |
| Katholische Pfarrkirche St. Johannis der Täufer (Freiberg) | Kath. Kirche; ehemaliges Manufakturgebäude, 1830 zur katholischen Kirche umgebaut, markante Saalkirche mit historisierender Fassade, Satteldach und Dachreiter, Zeugnis der Kirchenbaukunst des ausgehenden 19. Jahrhunderts                                                                                                | Freiberg                 | Freiberg                          | weitere Bilder  | 50° 55′ 9″ N, 13° 20′ 42″ O    |
| St. Marien (Sayda)                                         | Bedeutende spätgotische Hallenkirche mit Ausstattung vorwiegend aus dem Ende des 19. Jh.; 1391 erbaut, aus dieser Zeit erhalten der dreiseitig geschlossene Chorraum, netzgewölbt | Sayda                    | Sayda                             | weitere Bilder  | 50° 42′ 47″ N, 13° 25′ 14″ O   |
| Marienkirche (Roßwein)                                     | Mächtige Hallenkirche mit spätgotischem Chor und eingestelltem Westturm, dieser mit oktogonalem Schluss. Baubeginn 1513: Chor als einziger Bauteil der dreischiffigen Hallenkirche | Roßwein                  | Roßwein                           | weitere Bilder  | 51° 3′ 57″ N, 13° 11′ 5″ O     |
| St. Nicolai (Waldheim)                                     | Klassizistisches Bauwerk, stadtbildprägende Saalkirche, Putzbau, gerader Chorschluss, durch Rundbogenfenster und Lisenen gegliedert, an 3 Seiten Risalite mit Dreiecksgiebeln | Waldheim                 | Waldheim                          | weitere Bilder  | 51° 4′ 15″ N, 13° 1′ 26″ O     |
| Kirche Niederbobritzsch                                    | Kirche: Gestreckte Saalkirche mit kräftigen Strebepfeilern, am südöstlichen bezeichnet 1513. Der hohe Westturm von 1853, bereits 1892 renoviert worden. Restaurierungen 1931 | Bobritzsch-Hilbersdorf   | Niederbobritzsch                  | weitere Bilder  | 50° 53′ 56″ N, 13° 26′ 11″ O   |
| Kirche Weißenborn/Erzgeb.                                  | Spätgotische Saalkirche, verputzter Gneis- und Sandsteinbau mit dreiseitig geschlossenem Chor, Satteldach mit barockem Dachreiter mit Haube und Laterne | Weißenborn/Erzgeb.       | Weißenborn                        | weitere Bilder  | 50° 52′ 22″ N, 13° 23′ 57″ O   |
| Kirche Berthelsdorf (Erzgebirge)                           | Neuromanische Saalkirche innerhalb eines ummauerten Kirchhofes nach Plänen von Gotthilf Ludwig Möckel 1881–83 erbaut. Restaurierungen 1993/1994. | Weißenborn/Erzgeb.       | Berthelsdorf                      | weitere Bilder  | 50° 52′ 4″ N, 13° 22′ 22″ O    |
| Kirche Hilbersdorf                                         | Im Kern mittelalterliche Saalkirche mit Ostturm umgeben von altem, später erweitertem Kirchhof mit Denkmal, Gedenkstein und Grabmal. Kirche: schlichte, im Kern mittelalterliche Saalkirche | Bobritzsch-Hilbersdorf   | Hilbersdorf                       | weitere Bilder  | 50° 54′ 41″ N, 13° 23′ 33″ O   |
| Kirche Altmittweida                                        | Späthistoristisches Kirchengebäude im Rückgriff auf barocke und mittelalterliche Formelemente, das den Glockenturm des Vorgängerbaus mit einbezieht, Altarbild der barocken Kirche und Taufstein (um 1500) der mittelalterlichen Kirche noch vorhanden                                                                      | Altmittweida             | Altmittweida                      | weitere Bilder  | 50° 57′ 52″ N, 12° 56′ 56″ O   |
| Jakobikirche Döbeln                                        | Im neoromanischen Stil, nüchtern gestaltete Basilika nach Entwurf des Stadtbaumeisters Richter erbaut, Werksteinbau mit polygonalem, eingezogenem Chor, Walmdach, eingestellter Westturm | Döbeln                   | Döbeln                            | weitere Bilder  | 51° 7′ 18″ N, 13° 6′ 23″ O     |
| Kirche Breitenborn (Rochlitz)                              | Kleine romanische Chorturmkirche, Chorerweiterung nach Osten 2. H. 15. Jh., der Saal 1783 verändert, Vorhalle 1905. Chor mit Rippengewölbe, Saal mit Spiegelgewölbe | Rochlitz                 | Breitenborn                       | weitere Bilder  | 51° 1′ 41″ N, 12° 44′ 5″ O     |
| Kirche Clausnitz                                           | Barocke Saalkirche, Turm 1812 erhöht, schlichte Innenausstattung 1696 | Rechenberg-Bienenmühle   | Clausnitz                         | weitere Bilder  | 50° 44′ 32″ N, 13° 29′ 21″ O   |
| Kirche Cämmerswalde                                        | Schlichte Saalkirche mit dreiseitigem Schluss, im Innern 1703 barock ausgestaltet | Neuhausen/Erzgeb.        | Cämmerswalde                      | weitere Bilder  | 50° 42′ 33″ N, 13° 30′ 10″ O   |
| Kirche Kiebitz                                             | Barocke Saalkirche, 1673/74 von Maurermeister Andreas Klengel errichtet. Verputzter Bruchsteinbau, der eingezogene Chor mit polygonalem Schluss, Dachreiter. An der Chornordseite Sakristei. Das Innere geprägt durch die Ausstattung aus der Erbauungszeit. Reich bemalte, gut erhaltene Felderdecke im Saal.              | Jahnatal                 | Kiebitz (Jahnatal)                | weitere Bilder  | 51° 11′ 21″ N, 13° 4′ 41″ O    |
| Kirche Langenleuba                                         | Chorturmkirche, verputzter Bruchsteinbau mit Saal mit hohen Rundbogenfenstern, dieser 1885 erneuert | Penig                    | Langenleuba                       | weitere Bilder  | 50° 57′ 58″ N, 12° 39′ 23″ O   |
| Kirche Leubsdorf                                           | Schlichte Saalkirche 1789/90 nach Brand neu erbaut, flachgedecktes Inneres mit einheitlicher Ausstattung aus der Bauzeit | Leubsdorf                | Leubsdorf                         | weitere Bilder  | 50° 47′ 58″ N, 13° 9′ 57″ O    |
| Kirche Neuhausen                                           | Neugotische Emporenkirche: Sandsteinbau, eingezogener polygonal geschlossener Westchor, Strebepfeiler, Maßwerkfenster, Westturm mit Zeltdach (siehe Dehio Sachsen II, S. 730) | Neuhausen/Erzgeb.        | Neuhausen                         | weitere Bilder  | 50° 40′ 27″ N, 13° 27′ 56″ O   |
| Kirche Niederlichtenau                                     | Schlichte Saalkirche von 1455, erneuert 1746–54 und 1887. Putzbau mit schwerem Dachreiter über dem Westgiebel. | Lichtenau                | Niederlichtenau                   | weitere Bilder  | 50° 54′ 28″ N, 13° 0′ 4″ O     |
| Kirche Niedersteinbach                                     | Chorturmkirche mit beachtenswerter barocker Innenausstattung, im Kern A. 13. Jh., im 18. Jh. barock überformt, barocker Altar | Penig                    | Niedersteinbach                   | weitere Bilder  | 50° 56′ 42″ N, 12° 39′ 14″ O   |
| Kirche Oberschöna                                          | Kirche nach Brand von 1761 neu errichtet, spätbarocke Saalkirche mit mittelalterlichem Kern (Chor und Turmunterbau), verputzter Bruchsteinbau mit dreiseitigem Chorschluss | Oberschöna               | Oberschöna                        | weitere Bilder  | 50° 53′ 45″ N, 13° 15′ 14″ O   |
| Kirche Erdmannsdorf (Augustusburg)                         | Neogotische Hallenkirche, Putzbau mit Sandsteingliederung, hoher Turm an der Ostseite, streng symmetrischer Grundriss, am 7. Juni 1892 Grundsteinlegung, | Augustusburg             | Erdmannsdorf                      | weitere Bilder  | 50° 49′ 11″ N, 13° 4′ 33″ O    |
| Kirche Rechenberg-Bienenmühle                              | Auf Anhöhe gelegene, dominante neugotische Saalkirche, 1899/1901 nach Plan von Theodor Quentin erbaut; Sandsteinquaderbau mit Fünfachtelschluss. | Rechenberg-Bienenmühle   | Rechenberg-Bienenmühle            | weitere Bilder  | 50° 44′ 14″ N, 13° 33′ 20″ O   |
| Kirche Reinsberg                                           | Saalkirche 1771–75, der Westturm nach Brand 1899 durch Woldemar Kandler wiederaufgebaut, im Innern flache Stuckdecke. Kanzelaltar 1775, Steinmüller-Orgel 1831/33. | Reinsberg                | Reinsberg                         | weitere Bilder  | 51° 0′ 25″ N, 13° 21′ 20″ O    |
| Kirche Simselwitz                                          | Schlichtes rechteckiges Bauwerk, flacher Chorschluss, im Kern wohl romanisch, Umbau 1898 | Mochau (Döbeln)          | Simselwitz                        | weitere Bilder  | 51° 8′ 31″ N, 13° 9′ 58″ O     |
| St. Matthäi (Leisnig)                                      | Dreischiffige spätgotische Hallenkirche mit reicher Ausstattung, neogotischer Turm von 1891. | Leisnig                  | Leisnig                           | weitere Bilder  | 51° 9′ 42″ N, 12° 55′ 34″ O    |
| Kirche Schönborn-Dreiwerden                                | Schlichtes Bauwerk mit Schieferdeckung und Dachreiter, 1926 erbaut | Rossau                   | Schönborn-Dreiwerden              |                 | 50° 58′ 0″ N, 13° 0′ 57″ O     |
| Kirche Technitz                                            | Klassizistische Saalkirche, 1843–50 erbaut durch Gustav Uhlig | Döbeln                   | Technitz                          | weitere Bilder  | 51° 7′ 54″ N, 13° 3′ 35″ O     |
| Unserer lieben Frauen (Markersdorf)                        | Kleine im Kern vermutl. spätromanische Saalkirche, verputzter Bruchsteinbau mit geradem Schluss, Dachreiter. Das schlichte Innere flachgedeckt, Chor mit Rippengewölbe. | Penig                    | Markersdorf (Penig)               | weitere Bilder  | 50° 55′ 42″ N, 12° 39′ 54″ O   |
| Kirche Wegefarth                                           | Saalkirche im Rundbogenstil 1842, verputzter Bruchsteinbau; Grufthaus an der westlichen Kirchhofsmauer: kleiner Sandsteinbau mit Rundbogenportal, Satteldach | Oberschöna               | Wegefarth                         | weitere Bilder  | 50° 55′ 14″ N, 13° 14′ 42″ O   |
| Dorfkirche Mühlau (Sachsen)                                | Einfache Saalkirche mit mittelalterlichen Teilen. Kleiner Saalbau mit mehreren Anbauten, Dachreiterturm über oktogonalem Grundriss, Teile eines Schnitzaltars, Einzelfiguren | Mühlau                   | Mühlau                            | weitere Bilder  | 50° 54′ 19″ N, 12° 45′ 46″ O   |
| Dorfkirche Reichenbach (Großschirma)                       | Saalkirche mit zentralem Dachreiter, zum Teil in Fachwerk-Bauweise errichtet. Sockelbereich und Eckzonen massiv sowie Anbauten, sonst Fachwerk verputzt. | Großschirma              | Reichenbach                       | weitere Bilder  | 50° 59′ 14″ N, 13° 14′ 23″ O   |
| Dorfkirche Rothenfurth (Großschirma)                       | Saalkirche mit Dachreiter, verputzter Bruchsteinbau mit Rundbogenfenstern, Fenster erneuert mit veränderter Teilung, Sandsteingewände, Haupteingang mit Verdachung | Großschirma              | Rothenfurth                       | weitere Bilder  | 50° 57′ 55″ N, 13° 19′ 1″ O    |
| Kirche Krummenhennersdorf                                  | Kirchengebäude im Reformstil um 1890, nach Entwurf von Woldemar Kandler, gleichzeitige Innenausstattung | Halsbrücke               | Krummenhennersdorf                | weitere Bilder  | 50° 58′ 53″ N, 13° 21′ 56″ O   |
| Kirche Kleinhartmannsdorf                                  | Saalkirche mit eingezogenem Chor und Strebepfeilern, Walmdach mit Dachreiter. Rechteckiger Saal mit Westturm, Walmdach, einschiffig mit Dachreiter, eingezogener dreiseitig geschlossener Chor | Eppendorf                | Kleinhartmannsdorf                | weitere Bilder  | 50° 48′ 53″ N, 13° 15′ 19″ O   |
| Kirche Knobelsdorf                                         | Klassizistische Saalkirche von 1769/70, 1926 umgestaltet, 1982 rest., Kanzelaltar, Porphyr-Taufstein | Waldheim                 | Knobelsdorf                       | weitere Bilder  | 51° 5′ 21″ N, 13° 5′ 5″ O      |
| Kirche Niedercrossen                                       | Im Kern romanische Saalkirche, verputzter Bruchsteinbau mit Westturm über quadratischem Grundriss. Kirche eingezogener Chor, Satteldach, im Kern romanisch, Westturm um 1500 | Erlau                    | Niedercrossen                     | Bild gesucht BW | 51° 1′ 56″ N, 12° 55′ 22″ O    |
| Kirche Großwaltersdorf                                     | Klassizistische Saalkirche, verputzter Bruchsteinbau mit geradem Schluss, Gliederungen in Rochlitzer Porphyr, Westturm mit oktogonaler Laterne und geschweifter Haube. Kirche: hoher rechteckiger Saalbau | Eppendorf                | Großwaltersdorf                   | weitere Bilder  | 50° 47′ 5″ N, 13° 16′ 13″ O    |
| Kirche Oberschaar                                          | Reizvolle, im Kern mittelalterliche Saalkirche, 1755 erneuert, barocker Altaraufsatz, fünf Grabmale und Grabstätte der Rittergutsbesitzer | Halsbrücke               | Oberschaar                        | weitere Bilder  | 50° 58′ 51″ N, 13° 24′ 30″ O   |
| Dorfkirche Großhartmannsdorf                               | Auf einer Anhöhe liegende barocke Saalkirche: verputzter Bruchsteinbau mit Krüppelwalmdach und Gaupen, an der Uhr bezeichnet 1738, Westturm mit barockem Helm, Laterne, fast unverändert erhaltene Orgel von Gottfried Silbermann                                                                                           | Großhartmannsdorf        | Großhartmannsdorf                 | weitere Bilder  | 50° 47′ 48″ N, 13° 19′ 5″ O    |
| Kirche Voigtsdorf                                          | Saalkirche mit Westturm im Rundbogenstil des 19. Jahrhunderts, bedeutsames Denkmalensemble. Kirche: auf Hügel gelegene Saalkirche im Rundbogenstil, streng gegliederter Putzbau mit geradem Chorabschluss, | Dorfchemnitz bei Sayda   | Voigtsdorf                        |                 | 50° 45′ 16″ N, 13° 23′ 50″ O   |
| Kirche Reinsdorf, mit Kirchhof                             | Kirche unter Verwendung der Mauern des romanischen Vorgängers 1676 erbaut, spätgot. Flügelaltar. Der Kirchhof bildet eine Nebenanlage zur Kirche und wird durch eine Bruchsteinmauer eingefasst. | Waldheim                 | Reinsdorf (Waldheim)              |                 | 51° 3′ 42″ N, 12° 58′ 11″ O    |
| Kirche Siebenlehn                                          | Barocke Saalkirche, der hoch aufragende Westturm mit Glockendach und offener Laterne. Neubau 1764–1766 unter Einbeziehung älterer Bauteile des Vorgängerbaus von 1701. | Großschirma              | Siebenlehn                        | weitere Bilder  | 51° 1′ 49″ N, 13° 18′ 33″ O    |
| Dorfkirche Otzdorf                                         | Saalkirche mit geradem Chorabschluss und Dachreiter, bildet mit dem Gut das Zentrum des Dorfes. Putzbau mit Rundbogenfenstern, Porphyrgewände, Südseite mit Sakristei und Vorhalle mit Portal | Roßwein                  | Otzdorf                           | weitere Bilder  | 51° 4′ 0″ N, 13° 5′ 58″ O      |
| Kirche Burkersdorf                                         | im Kern romanische Saalkirche, Putzbau mit Walmdach und barockem Dachreiter. Evangelische Pfarrkirche: Auf einer Anhöhe gelegene einfache Saalkirche, im Kern romanisch, der heutige Bau um 1500 | Frauenstein              | Burkersdorf                       |                 | 50° 49′ 24″ N, 13° 29′ 26″ O   |
| Kirche Ottendorf (Lichtenau) mit Kirchhof                  | Barocke Saalkirche mit älterem Kern, verputzter Bruchsteinbau mit Turmaufsatz; Saalkirche mit kräftigem Dachreiter und eingezogenem Chor, verputzter (Bruch-)Steinbau, teils Porphyrgewände | Lichtenau                | Ottendorf (Lichtenau)             | weitere Bilder  | 50° 56′ 11″ N, 12° 58′ 13″ O   |
| Kirche Ostrau (Jahnatal)                                   | Saalkirche in Neurenaissanceformen, Hausteinbauwerk, 1902 geweiht | Jahnatal                 | Ostrau (Jahnatal)                 | weitere Bilder  | 51° 12′ 10″ N, 13° 9′ 25″ O    |
| Kirche Großmilkau                                          | Im Kern noch spätromanische Saalkirche, gestaffelter Putzbau mit hohem Satteldach und markantem Dachreiter. Kirche: eingezogener Chor sowie Logenbau im Südosten, oktogonaler Dachreiter | Erlau                    | Großmilkau                        | weitere Bilder  | 51° 2′ 11″ N, 12° 52′ 44″ O    |
| Kirche Seifersbach                                         | Kirche mit Ausstattung, Kriegerdenkmal sowie drei Lindenpaaren vor der Kirche; große Saalkirche mit Westturm, das Ortsbild prägend durch ihre exponierte Lage 1826–28 (Kirche); 1826–28 (Kanzelaltar); 1827 (Orgel); nach 1918 (Kriegerdenkmal)                                                                             | Rossau                   | Seifersbach                       | weitere Bilder  | 50° 58′ 21″ N, 13° 2′ 11″ O    |
| St. Gotthard (Jahna)                                       | Ortsbild- und landschaftsprägender Bau. Evangelische Pfarrkirche St. Gotthard. Reich ausgestattete spätgotische Saalkirche von 1534 (Bauinschrift), eine geplante Wölbung nicht ausgeführt. Ausstattung vom 17.-19. Jh. | Jahnatal                 | Jahna                             | weitere Bilder  | 51° 13′ 28″ N, 13° 10′ 54″ O   |
| St. Johannes (Döbeln)                                      | Saalkirche im Reformstil der Zeit um 1910 mit neoromanischen und neogotischen Anklängen. Dach neu gedeckt, Glasgemälde | Döbeln                   | Döbeln                            | weitere Bilder  | 51° 7′ 28″ N, 13° 6′ 57″ O     |
| Kirche Weigmannsdorf                                       | Kirche: verputzter Bruchsteinbau mit geradem Ostschluss und Dachreiter. Kriegerdenkmal (Erster Weltkrieg): Sandsteinstele, Eisernes Kreuz, Grabmale und Grabanlagen. | Lichtenberg/Erzgeb.      | Weigmannsdorf                     | weitere Bilder  | 50° 50′ 22″ N, 13° 22′ 48″ O   |
| Dorfkirche Schweikershain                                  | Saalkirche, verputzter Bruchsteinbau mit hohem Walmdach und charakteristischem Dachreiter. Saalkirche mit längsrechteckigem Grundriss, im NO Anbau von Herrschaftsloge, dort Porphyrtürportal | Erlau                    | Schweikershain                    | weitere Bilder  | 51° 2′ 49″ N, 12° 57′ 1″ O     |
| Dorfkirche Bockendorf (Hainichen)                          | ehemalige Wehrkirche, Saalkirche mit geradem Chorabschluss. Kirche (ehemalige Wehrkirche, 1831/32 heutige): Saalkirche mit geradem Chorabschluss erbaut, Walmdach mit Dachreiter (Westen) | Hainichen                | Bockendorf                        | weitere Bilder  | 50° 55′ 39″ N, 13° 9′ 37″ O    |
| Dorfkirche Zschaitz                                        | Ensemble aus Kirche und Grabmälern auf dem Kirchhof: u. a. Grabmal Juliane von Lüttichau, 1696, Sandstein sowie zweites nicht mehr lesbares Grab, Sandstein, Kirchensüdwand | Zschaitz-Ottewig         | Zschaitz                          | weitere Bilder  | 51° 10′ 0″ N, 13° 9′ 41″ O     |
| Kirche Tanneberg mit Kirchhof                              | Kleine, im Kern romanische Saalkirche; verputzter Bruchsteinbau mit hohen Rundbogenfenstern und qualitätvoller Ausstattung. | Mittweida                | Tanneberg                         | weitere Bilder  | 51° 1′ 37″ N, 12° 57′ 59″ O    |
| Kirche Grünlichtenberg                                     | Stattliche Saalkirche von 1862/63 mit barockem Ostturm, mit romanischem Chorturmrest, der obere barocke Turm 1708–11, durch Neubau Einfassung des oktogonalen Turms mit Giebeln. | Kriebstein               | Grünlichtenberg                   | weitere Bilder  | 51° 2′ 27″ N, 13° 3′ 41″ O     |
| Kirche Greifendorf mit Kirchhof                            | Kirchenbau im neogotischen Stil erbaut, ausdrucksvolle Turmfassade mit neogotischem Eingangsportal 1858 Neubau der Kirche, Vorgängerbau war möglicherweise ein Holzbau, neogotischer Bau mit hohen Spitzbogenfenstern, Stützstreben                                                                                         | Rossau                   | Greifendorf                       | weitere Bilder  | 51° 1′ 34″ N, 13° 6′ 48″ O     |
| Kirche Kleinschirma                                        | Saalkirche, verputzter Bruchsteinbau mit dreiseitigem Chor (14. Jahrhundert), Satteldach und Dachreiter, Saal 2. Hälfte 16. Jahrhundert | Oberschöna               | Kleinschirma                      | weitere Bilder  | 50° 54′ 25″ N, 13° 17′ 13″ O   |
| Kirche Kleinwaltersdorf                                    | Sachgesamtheit von Kirche, Kriegerdenkmal und Einfriedungsmauer; Saalkirche mit Westturm 1889, Orgel von Adam Gottfried Oehme 1774/76. | Freiberg                 | Kleinwaltersdorf                  | weitere Bilder  | 50° 55′ 25″ N, 13° 18′ 0″ O    |
| Kirche Kirchbach                                           | Schlichter, flachgedeckter Rechtecksaal mit Walmdach, Dachreiter, innen: zwei gesch. Emporen, großer, pilastergeschmückter Kanzelaltar u. Sandsteintaufe, bezeichnet 1778 | Oederan                  | Kirchbach (Oederan)               | weitere Bilder  | 50° 52′ 31″ N, 13° 13′ 47″ O   |
| Kirchenruine Mochau                                        | Heute als Sommerkirche genutzte Kirchenruine, umgeben vom ehemaligen Kirchhof einschließlich der beiden Kriegerdenkmale, 1848/49 | Döbeln                   | Mochau                            | weitere Bilder  | 51° 8′ 13″ N, 13° 11′ 18″ O    |
| Kirche Niederwiesa                                         | Anstelle einer Vorgängerkirche 1897/98 errichteter, romantisierender einschiffiger Bau über kreuzförmigem Grundriss in historistischen Formen nach Plänen von Richard Friedrich Reuter. Restaurierungen 1989–1995, 2010 | Niederwiesa              | Niederwiesa                       | weitere Bilder  | 50° 51′ 45″ N, 13° 0′ 59″ O    |
| Nikolaikirche Freiberg                                     | Ehemaliges Kirchengebäude, jetzt als Konzert- und Veranstaltungsraum genutzt. Erbaut 1185/90 im romanischen Stil, 1750/53 barocker Umbau. | Freiberg                 | Freiberg                          | weitere Bilder  | 50° 55′ 6″ N, 13° 20′ 45″ O    |
| Stadtkirche Frauenstein                                    | Stattliche Saalkirche, nach Brand in den Jahren 1871/73 durch Emil Gottschaldt im Rundbogenstil erbaut, gleichzeitige Ausstattung | Frauenstein              | Frauenstein                       | weitere Bilder  | 50° 48′ 14″ N, 13° 32′ 30″ O   |
| Dorfkirche Beerwalde                                       | Schlichte barocke Saalkirche in Hanglage von 1738, Bruchsteinbau mit dreiseitigem Chorschluss, eingestellter Turm mit achtseitigem Helm | Erlau                    | Beerwalde                         | weitere Bilder  | 51° 2′ 32″ N, 12° 58′ 45″ O    |
| Dorfkirche Börtewitz                                       | Schmuckloser, einschiffiger Kirchenbau, ältester Teil wohl aus dem 16. Jh., heutiger Bau geprägt von Umbauten des 17.–19. Jh., verputzter Bruchsteinbau mit geradem Ostabschluss | Leisnig                  | Börtewitz                         | weitere Bilder  | 51° 12′ 44″ N, 12° 58′ 42″ O   |
| Dorfkirche Claußnitz                                       | Im Kern romanische Saalkirche aus der Zeit um 1200, 1513 und 1732 umgebaut. Putzbau mit eingezogenem Chor und Dachreiter | Claußnitz                | Claußnitz                         | weitere Bilder  | 50° 56′ 12″ N, 12° 52′ 58″ O   |
| Dorfkirche Dittmannsdorf mit Kirchhof                      | Anlage mit Kirche und Pfarrhof ein Ensemble bildend: Saalkirche, 1594 errichtet. Umfassende Erneuerungen 1739 und 1887 nach Plänen Christian Friedrich Arnolds (bezeichnet an der südlichen neuen Sakristei) | Reinsberg                | Dittmannsdorf                     | weitere Bilder  | 51° 0′ 1″ N, 13° 23′ 45″ O     |
| Dorfkirche Obergruna                                       | Schlichte Saalkirche mit verschiefertem Dachreiter und Haube, im Innern flachgedeckt, Kanzelaltar wohl E. 18. Jh., Orgel 1877 | Großschirma              | Obergruna                         | weitere Bilder  | 51° 0′ 53″ N, 13° 19′ 5″ O     |
| St. Nicolai (Polditz)                                      | Evangelische Altleisnigkirche. Große Saalkirche im Rundbogenstil, 1863–65 nach Brand des Vorgängerbaus jenseits der Mulde von Baumeister Anton Schuricht aus Leisnig | Leisnig                  | Polditz                           | weitere Bilder  | 51° 10′ 53″ N, 12° 53′ 36″ O   |
| Kirche Rochsburg und Alter Kirchhof                        | Große spätrom. Saalkirche, im letzten Viertel 12. Jh. unter dem Einfluss der Klosterkirche Wechselburg entstanden, beachtl. Doppelgrabmal für Wolf v. Schönburg († 1581) und Gattin († 1567) | Lunzenau                 | Rochsburg                         | weitere Bilder  | 50° 56′ 50″ N, 12° 45′ 48″ O   |
| Kirche Frankenau und Kirchhof                              | Gut erhaltener Kirchhof in exponierter Ortslage, einfache Saalkirche 1556 mit älterem Kern und eingezogenem Chor, wiederholt überarbeitet | Mittweida                | Frankenau                         |                 | 50° 59′ 30″ N, 12° 54′ 44″ O   |
| Kirche Topfseifersdorf                                     | Kirche: im Kern romanisch, 1865 stark verändert, flach gedeckter Emporensaal, spitzer Dachreiter, Ausstattung: Schnitzaltar Anf. 16. Jh., Taufstein 1601, Grabmale 16. Jh., Grabmal an der Kirchwand | Königshain-Wiederau      | Topfseifersdorf                   | weitere Bilder  | 50° 59′ 50″ N, 12° 51′ 57″ O   |
| St. Nikolai (Oberbobritzsch)                               | Kirche 1361 erstmals erwähnt, 1915 umgebaut, Bruchsteinbau mit dreiseitigem Schluss, bedeutender Flügelaltar 1521, Silbermann-Orgel, verändert erhalten | Bobritzsch-Hilbersdorf   | Oberbobritzsch                    | weitere Bilder  | 50° 52′ 32″ N, 13° 27′ 6″ O    |
| Wehrgangkirche Mittelsaida                                 | Eine der wenigen in Sachsen erhaltenen Wehrkirchen, beachtliche historische Orgel. | Großhartmannsdorf        | Mittelsaida                       | weitere Bilder  | 50° 45′ 48″ N, 13° 18′ 18″ O   |
| St. Otto (Waldheim)                                        | Ehemalige Schlosskirche St. Otto, auf dem Gelände der JVA Waldheim, erbaut um 1500, später profaniert und als Turnhalle genutzt | Waldheim                 | Waldheim                          | weitere Bilder  | 51° 4′ 26,1″ N, 13° 1′ 45,3″ O |
| St. Aegidien (Frankenberg)                                 | Hochrangiger Barockbau, Neubau von 1741, in den Jahren 1874–1895 qualitätvoll erneuert, Kirchturm von besonderem Wert für das gesamte Stadtbild. | Frankenberg/Sa.          | Frankenberg                       | weitere Bilder  | 50° 54′ 45″ N, 13° 2′ 1″ O     |
| St. Anna (Tuttendorf)                                      | Urspr. Wallfahrtskapelle, verputzter Bruchsteinbau mit eingezogenem Chor, im Kern mittelalterlich, barock umgestaltet, Altar 1674, Oehme-Orgel 1782 | Halsbrücke               | Tuttendorf                        | weitere Bilder  | 50° 56′ 21″ N, 13° 21′ 40″ O   |
| St. Annen (Niederschöna)                                   | Barocke Saalkirche mit Orgel von Gottfried Silbermann | Halsbrücke               | Niederschöna                      | weitere Bilder  | 50° 57′ 58″ N, 13° 25′ 20″ O   |
| St. Jakobus (Lunzenau)                                     | Große freistehender Emporensaal 1787–1789, einheitliche Ausstattung aus der Entstehungszeit: Kanzelaltar, Herrschaftsloge, Jehmlich-Orgel 1905 | Lunzenau                 | Lunzenau                          | weitere Bilder  | 50° 57′ 42″ N, 12° 45′ 20″ O   |
| St. Kunigunde (Rochlitz)                                   | Aufwändiger spätgotischer Neubau 1417–1476, dreischiffige Hallenkirche mit eingezogenem Saalchor, reicher spätgotischer Bauschmuck, Schmeisser-Orgel 1920 | Rochlitz                 | Rochlitz                          | weitere Bilder  | 51° 2′ 46″ N, 12° 48′ 13″ O    |
| St. Lorenz (Halsbrücke)                                    | Modernes Gemeindezentrum, 1992 geweiht. | Halsbrücke               | Halsbrücke                        | weitere Bilder  | 50° 57′ 19″ N, 13° 20′ 48″ O   |
| St. Marien (Oederan)                                       | Spätgotische Hallenkirche, neugotisch überformt. Die Stadtkirche St. Marien beherrscht das Stadtbild von Oederan. Stark veränderte Orgel, im Kern von Gottfried Silbermann. | Oederan                  | Oederan                           | weitere Bilder  | 50° 51′ 38″ N, 13° 10′ 3″ O    |
| Stadtkirche Burgstädt                                      | Große spätgotische Saalkirche, in den Grundformen 1522 erbaut, nach Stadtbrand 1650 Wiederherstellung der Kirche. | Burgstädt                | Burgstädt                         | weitere Bilder  | 50° 55′ 9″ N, 12° 48′ 12″ O    |
| St. Nikolai (Langhennersdorf)                              | Im Kern gotisch, barock 1721/22 umgebaut; Sakristei, bedeutende barocke Orgel 1722 von Zacharias Hildebrandt | Oberschöna               | Langhennersdorf                   | weitere Bilder  | 50° 57′ 29″ N, 13° 14′ 4″ O    |
| St. Johannis (Freibergsdorf)                               | Schlichter Rechteckbau mit steilem Satteldach und westlichem Dachreiter, bemerkenswert die hohen Giebel | Freiberg                 | Freibergsdorf                     | weitere Bilder  | 50° 54′ 50″ N, 13° 20′ 8″ O    |
| St. Otto (Wechselburg)                                     | Baukünstlerisch und städtebaulich markante Kirche. Nach Entwurf von J. Hermann, Turm mit Welscher Haube von 1765 im Inneren Emporen, zweigeschossig, Logen, Sakristei, Holzaltar mit Kreuzigungsgemälde | Wechselburg              | Wechselburg                       | weitere Bilder  | 51° 0′ 17″ N, 12° 46′ 23″ O    |
| St. Pankratiuskirche (Tragnitz)                            | Landschaftsprägende Saalkirche mit Turmumbau von 1904, Kirchhof mit einigen künstlerisch anspruchsvollen Grabmalen. | Leisnig                  | Tragnitz                          | weitere Bilder  | 51° 10′ 4″ N, 12° 55′ 13″ O    |
| St. Pankratius (Wiederau)                                  | Romanische Saalkirche, wohl 1. H. 12. Jh., im 14. Jh. zur Chorturmkirche umgestaltet. Verputzter Bruchsteinbau mit eingezog. Dreiachtelschluss | Königshain-Wiederau      | Wiederau (Königshain-Wiederau)    | weitere Bilder  | 50° 58′ 28″ N, 12° 50′ 29″ O   |
| St. Petri (Rochlitz)                                       | Spätgotische Hallenkirche mit Fünfachtelchorschluss nach 1470, beachtliche Ausmalung | Rochlitz                 | Rochlitz                          | weitere Bilder  | 51° 2′ 44″ N, 12° 47′ 36″ O    |
| St. Ursula (Auerswalde)                                    | Große romanische Saalkirche, erstmals urkundl. 1186 erwähnt; Bruchsteinbau mit eingezogenem quadrat. Chor und Apsis, spätgot. Schnitzaltar von 1503 | Lichtenau                | Auerswalde                        | weitere Bilder  | 50° 54′ 5″ N, 12° 54′ 49″ O    |
| Stadtkirche Brand-Erbisdorf                                | Alte Dorfkirche des Dorfes Erbisdorf. Stattliche Saalkirche, im frühgotischen Stil, vermutlich um 1300 erbaut. Der Westturm 1598 von Melchior Gerber errichtet. | Brand-Erbisdorf          | Brand-Erbisdorf                   | weitere Bilder  | 50° 51′ 38″ N, 13° 19′ 18″ O   |
| Stadtkirche Penig                                          | Als spätgotische Hallenkirche mit Umgangschor geplant, 1499 im Äußeren fertiggestellt, danach ohne Pfeiler und Gewölbe belassen. Innen Felderdecke von 1688. Turm 1781 mit Haube und Laterne, im Innern 1890/92 durch Woldemar Kandler restauriert.                                                                         | Penig                    | Penig                             | weitere Bilder  | 50° 55′ 55″ N, 12° 42′ 14″ O   |
| Stadtkirche St. Petri (Freiberg)                           | Im Kern romanische dreischiffige Basilika, 1734 durchgreifend barockisiert, um 1970 umgebaut, Silbermannorgel | Freiberg                 | Freiberg                          | weitere Bilder  | 50° 54′ 59″ N, 13° 20′ 27″ O   |
| Ehemalige Waldheimer Kirche (Rest)                         | Reste der ursprünglichen Pflasterung mit Flusskieselsteinen, farblich abgehobener, großer vierzackiger Stern, der die Himmelsrichtungen anzeigt, ursprünglich stand hier die alte Kirche von Waldheim | Waldheim                 | Waldheim                          | Bild gesucht    | 51° 4′ 24″ N, 13° 1′ 28″ O     |
| Trinitatiskirche                                           | Außerhalb der alten Stadt erbaute neugotische Kirche, 1896/99 von Gotthilf Ludwig Möckel, mächtiges Backsteinbauwerk auf dem Grundriss eines griechischen Kreuzes, mit hohem Westturm. | Hainichen                | Hainichen                         | weitere Bilder  | 50° 58′ 11″ N, 13° 7′ 16″ O    |
| Unser Lieben Frauen (Mittweida)                            | Spätgotische Hallenkirche, nach Brand 1450 teilweise erneuert, dominant auf befestigtem, unterkellertem Kirchhof gelegen. Renaissance-Altaraufsatz 1661 von Valentin Otte. | Mittweida                | Mittweida                         | weitere Bilder  | 50° 59′ 0″ N, 12° 58′ 53″ O    |
| Wenzelkirche (Schrebitz)                                   | Langgestreckter einschiffiger verputzter Bruchsteinbau mit Werksteingliederungen und Fünfachtelschluss, im Innern gewölbt, 1. H. 16. Jh.; Westturm mit achteckigem Aufsatz und Haube | Ostrau                   | Schrebitz                         | weitere Bilder  | 51° 12′ 15″ N, 13° 4′ 11″ O    |
| Kirche (Stein im Chemnitztal)                              | 1967 nach Stein umgesetzt. In einem schlanken Spitzdach auf gemauertem Untergeschoss hängen in der Dachkonstruktion auf Stahlböcken zwei sehr schöne, noch manuell geläutete Bronzeglocken in gekröpften Stahljochen | Königshain-Wiederau      | Stein (Chemnitztal)               | weitere Bilder  | 50° 57′ 18″ N, 12° 48′ 30″ O   |
| Kirche Zethau                                              | Kirche 1728 neu erbaut, große barocke Saalkirche mit wuchtigem Turm, Orgel von Adam Gottfried Oehme | Mulda/Sa.                | Zethau                            | Bild gesucht BW | 50° 46′ 41″ N, 13° 22′ 59″ O   |
| St. Marien (Etzdorf)                                       | Große neuromanische Saalkirche 1865 mit teilweise älterer Ausstattung (ehemals mit Gottfried-Silbermann-Orgel), im Ost-Bereich des Kirchhofs Ost-West-Wegeachse mit Allee (7 von ehemals 14 Kugelrobinien), an der östlichen Einfriedungsmauer rechteckiges erhöht liegendes Plateau                                        | Striegistal              | Etzdorf                           | weitere Bilder  | 51° 3′ 1″ N, 13° 10′ 47″ O     |

## Kloster
| Artikel                                                   | Beschreibung | Gemeinde    | Ort         | Bild           | Koordinaten                  |
| --------------------------------------------------------- | --- | ----------- | ----------- | -------------- | ---------------------------- |
| Augustinerchorherrenstift Wechselburg (Kloster Zschillen) | Benediktinerkloster in Wechselburg in Sachsen, romanische Anlage, 1148 gegründet, Begräbnis des Stifterpaars († 1190), Kirche um 1230 mit Lettner ausgestattet, 1474 gewölbt, Säkularisation 1541, danach Schlosskirche        | Wechselburg | Wechselburg | weitere Bilder | 51° 0′ 18″ N, 12° 46′ 16″ O  |
| Dominikanerkloster Freiberg                               | Ehemaliges Kloster in Freiberg 1233 gegründet, um 1537 abgetragen, Reste durch archäologische Grabung nachgewiesen. | Freiberg    | Freiberg    |                | 50° 55′ 10″ N, 13° 20′ 27″ O |
| Kloster Wechselburg                                       | Dem Schloss westlich vorgelagerter teilweise spätgotischer Bau. Beidseitig mit einem profilierten Vorhangbogenfenster, verändert im 18. Jh., zweiflügelige Anlage am Schloss angebaut, im Inneren wertvolle Architekturdetails | Wechselburg | Wechselburg |                | 51° 0′ 17″ N, 12° 46′ 13″ O  |
| Kloster Buch                                              | Ehemaliges Zisterzienserkloster bei Leisnig, ehemalige Klosterkirche zur Kapelle reduziert, Teile des Ostflügels (Kapitelhaus) und Klostermauer erhalten.                                                                      | Leisnig     | Klosterbuch | weitere Bilder | 51° 9′ 8″ N, 12° 59′ 13″ O   |
| Franziskanerkloster Freiberg                              | Klostergebäude; mit einem Giebel an die Stadtmauer angebaut, eindrucksvoller spätgotischer Bau mit Kielbogenfenstern und -portal, Bruchsteinmauerwerk sowie hohem Steildach, Rest der einstigen Klosteranlage.                 | Freiberg    | Freiberg    |                | 50° 55′ 18″ N, 13° 20′ 39″ O |

## Pfarrhäuser
| Artikel                                                                                                | Beschreibung | Gemeinde               | Ort                    | Bild           | Koordinaten                  |
| --- | --- | ---------------------- | ---------------------- | -------------- | ---------------------------- |
| Altes Pfarrhaus Freiberg, Pfarrgasse 36                                                                | Ehemaliges Pfarrhaus und hintere Einfriedungsmauer; markanter, frei stehender Bau der Spätrenaissance mit hohem Steildach, im Kern spätmittelalterliche Substanz, barockes Portal                                                                         | Freiberg               | Freiberg               |                | 50° 55′ 10″ N, 13° 20′ 55″ O |
| Archidiakonat Leisnig                                                                                  | Reizvoller Renaissancebau, zweigeschossig, Biberschwanzdach, Putzfassade, reiche Gliederung durch Porphyrtuff, Giebel mit Voluten, Inschrifttafel, Renaissanceportal mit Beschlagwerk                                                                     | Leisnig                | Leisnig                |                | 51° 9′ 42″ N, 12° 55′ 37″ O  |
| Pfarramt Siebenlehn                                                                                    | Wohnhaus: auf hohem Sockel stattlicher zweigeschossiger Bau von 3:4 Achsen, Erdgeschoss massiv, Obergeschoss Fachwerk, Mansardwalmdach; westliches Tor: rundbogig, im Schlussstein bezeichnet mit „HPW 1789“                                              | Großschirma            | Siebenlehn             |                | 51° 1′ 49″ N, 13° 18′ 33″ O  |
| Pfarrhof Erlau (Sachsen)                                                                               | Fachwerk-Obergeschoss mit geschweiften Andreaskreuzen und Nasen-Feuerböcken, Schwelle hervorkragend, Erdgeschoss massiv mit Porphyrfenster- und -türgewänden, Türportal Segmentbogen mit Schlussstein, bezeichnet mit 1764, sehr guter Originalzustand,   | Erlau (Sachsen)        | Erlau                  | weitere Bilder | 51° 0′ 25″ N, 12° 55′ 53″ O  |
| Pfarrhaus Kleinwaltersdorf, Zum Herrenweg 4                                                            | Anlage mit spätbarocken Amtshaus, Pfarrhaus, kleinem Verbindungsbau und eingeschossigem Wirtschaftsgebäude; Amtshaus mit hervorgehobenem Portal und Krüppelwalmdach, bildet unverwechselbares Ensemble                                                    | Freiberg               | Kleinwaltersdorf       | Bild gesucht   | 50° 55′ 25″ N, 13° 18′ 0″ O  |
| Pfarrhof Niederstriegis                                                                                | Fachwerkbauten, Satteldach mit Krüppelwalm | Roßwein                | Niederstriegis         | weitere Bilder | 51° 4′ 41″ N, 13° 9′ 5″ O    |
| Kantorat Oberreinsberg                                                                                 | Zeittypischer Putzbau in gutem Originalzustand; eingeschossiger Putzbau über rechteckigem Grundriss mit Walmdach, Fledermausgauben und großem dreiachsigen Dacherker                                                                                      | Reinsberg              | Oberreinsberg          | Bild gesucht   | 51° 0′ 25″ N, 13° 21′ 19″ O  |
| Pfarrhaus Oberreinsberg                                                                                | Markanter Putzbau mit Sitznischenportal von 1589, bildet mit Kirche und Kantorat ein Ensemble, nach Brand 1922 neu erbaut, zweigeschossig, EG massiv mit Sitznischenportal, Obergeschoss Fachwerk                                                         | Reinsberg              | Oberreinsberg          | Bild gesucht   | 51° 0′ 25″ N, 13° 21′ 22″ O  |
| St. Ursula-Kirche und Kirchhof Auerswalde                                                              | Kirche: roman. Chor und Apsis, Satteldach mit Dachreiter, drei Glocken 15. u. 17. Jh., Gruftdeckplatte 13. Jh., Epitaph 1620, Barockgrabsteine, zweiflügeliger Schnitzaltar                                                                               | Lichtenau              | Auerswalde             | weitere Bilder | 50° 54′ 5″ N, 12° 54′ 51″ O  |
| Pfarrhof Hainichen                                                                                     | Kirche reich gegliederter neugotischer Zentralbau, roter Klinkerbau über griechischem Kreuz mit markantem Westturm, Pfarrhaus roter Klinkerbau in neugotischer Formensprache, zeitgleich entstandenes Ensemble aus Kirche und Pfarrhaus                   | Hainichen              | Hainichen              | weitere Bilder | 50° 58′ 13″ N, 13° 7′ 16″ O  |
| Pfarrhaus Mittelsaida                                                                                  | Pfarrhaus Mittelsaida (Großhartmannsdorf) | Großhartmannsdorf      | Mittelsaida            |                | 50° 45′ 48″ N, 13° 18′ 16″ O |
| Pfarrhof Gersdorf                                                                                      | Geschlossen erhaltenes Bauensemble. Pfarrhaus: an Stelle des Vorgängerbaus 1860 vom Baumeister Möhler aus Altgeringswalde erbaut. Massiver Putzbau, profilierter Türstock, Porphyrgewände                                                                 | Hartha                 | Gersdorf               | Bild gesucht   | 51° 7′ 28″ N, 12° 56′ 21″ O  |
| Pfarr- und Gemeindehaus Döbeln, Kleine Kirchgasse 1                                                    | Putzbau mit barockem Porphyrportal, Segmentbogen mit Schlussstein. In den Erfassungsbögen von 1952 als Pfarrhaus bezeichnet, nach dem Stadtbrand von 1730 wieder aufgebaut, Schlussstein 1731                                                             | Döbeln                 | Döbeln                 | weitere Bilder | 51° 7′ 18″ N, 13° 7′ 28″ O   |
| Pfarrhaus und Pfarrhof Obergruna                                                                       | Stattliche Anlage, Teil der alten Ortsstruktur. Pfarrhaus: Wohnstallhaus, EG massiv, Steingewände, Obergeschoss Fachwerk, Giebel verbrettert, Krüppelwalmdach mit Fledermausgaupen, Auszugshaus                                                           | Großschirma            | Obergruna              | Bild gesucht   | 51° 3′ 19″ N, 13° 18′ 45″ O  |
| Pfarrhaus und Pfarrhof Hirschfeld                                                                      | Landschaftstypische, gut erhaltene Anlage. Pfarrhaus: zweigeschossiger Massivbau, Steingewände, Krüppelwalmdach, Pächterhaus: EG und Giebel massiv, Obergeschoss Fachwerk, Scheune: Holzkonstruktion                                                      | Reinsberg              | Hirschfeld             | Bild gesucht   | 51° 2′ 15″ N, 13° 21′ 4″ O   |
| Pfarrhaus Conradsdorf                                                                                  | Pfarrhaus (Wohnstallhaus), Seitengebäude, Scheune, Gemeindehaus und Einfriedung mit zwei Pforten; | Halsbrücke             | Conradsdorf            | Bild gesucht   | 50° 57′ 3″ N, 13° 22′ 48″ O  |
| Pfarrhaus Mittweida und angrenzende Gebäude                                                            | Heute Museum, nach dem Stadtbrand von 1624 errichtet, bis 1897 Wohnungen der Mittweidaer Stadtpfarrer. Pfarrhaus: Putzbau mit steilem Satteldach, bestehend aus: Pfarre, Diakonat                                                                         | Mittweida              | Mittweida              | weitere Bilder | 50° 59′ 3″ N, 12° 58′ 53″ O  |
| Pfarrhaus Waldheim                                                                                     | Qualitätvoll gestaltete Putzfassade in sehr gutem Originalzustand Zweigeschossig, EG Rundbogenfenster mit profilierten Gewänden, Portal flankiert von Pfeilern, Rundbogenabschluss, Schlussstein                                                          | Waldheim               | Waldheim               | Bild gesucht   | 51° 4′ 12″ N, 13° 1′ 24″ O   |
| Pfarrhaus Zschaitz, Am Kirchberg 6                                                                     | Repräsentativer, das Ortsbild maßgeblich prägender Putzbau, zweigeschossig, massiv, im Erdgeschoss profilierte Steingewände, originaler Türstock, Krüppelwalmdach                                                                                         | Zschaitz-Ottewig       | Zschaitz               | Bild gesucht   | 51° 10′ 0″ N, 13° 9′ 39″ O   |
| Pfarrhaus Langenstriegis                                                                               | Schlichter, gut proportionierter Bau mit zwei umlaufenden Porphyrgesimsen und profilierten Porphyrgewänden der Fenster und Türen, Datierung 1851 an der Fassade im Türgewände, zweigeschossig.                                                            | Frankenberg/Sa.        | Langenstriegis         |                | 50° 54′ 29″ N, 13° 7′ 12″ O  |
| Pfarrhaus Freiberg, An der Nikolaikirche                                                               | Pfarrhaus; markanter Bau der Renaissance und des Barock, städtebaulich wichtig (Blick aus Nikolaigasse) | Freiberg               | Freiberg               |                | 50° 55′ 7″ N, 13° 20′ 45″ O  |
| Pfarrhaus Neuhausen, Brüxer Straße 3                                                                   | Stattlicher barocker Putzbau mit charakteristischem Mansardwalmdach, breit gelagerter, zweigeschossiger Putzbau, Bruchsteinmauerwerk, originale Fenstergewände, Mansardwalmdach                                                                           | Neuhausen/Erzgeb.      | Neuhausen              | Bild gesucht   | 50° 40′ 29″ N, 13° 28′ 0″ O  |
| Pfarrhaus Freiberg, Dresdner Straße 3                                                                  | Pfarrhaus; zweigeschossiger Bau mit übergiebelten Risaliten zur Straße, neogotische Gestaltung in Anlehnung an Kirche, Fassade mit hohem gestalterischen Anspruch, weitestgehend original.                                                                | Freiberg               | Freiberg               |                | 50° 55′ 2″ N, 13° 21′ 4″ O   |
| Pfarrhaus Weißenborn                                                                                   | Fachwerk-Bau in gutem Originalzustand, EG massiv, Obergeschoss Fachwerk, straßenseitig verbrettert, Giebelseite Sichtfachwerk, Satteldach (Schiefer), Sandsteingewände                                                                                    | Weißenborn/Erzgeb.     | Weißenborn             | Bild gesucht   | 50° 52′ 21″ N, 13° 24′ 0″ O  |
| Pfarrhaus Taura, Hauptstraße 131                                                                       | Massives, lang gestrecktes Gebäude mit 8 zu 3 Achsen, Giebeldreieck verschiefert, Satteldach, innen guter Originalzustand | Taura                  | Taura                  |                | 50° 55′ 6″ N, 12° 50′ 32″ O  |
| Pfarrhaus Cämmerswalde                                                                                 | Stattlicher Bau mit verbrettertem Fachwerkobergeschoss, EG massiv, Wand-Öffnungsverhältnis intakt, Segmentbogenportal, Obergeschoss Fachwerk mit Zierverbretterung, Giebel                                                                                | Neuhausen/Erzgeb.      | Cämmerswalde           |                | 50° 42′ 39″ N, 13° 30′ 2″ O  |
| Pfarrhaus Seifersbach                                                                                  | Original erhaltener Putzbau. Zweigeschossig, verputzt, Porphyrgewände, Tafel über der Tür, doppeltes Gurtgesims, Kranzgesims, im Giebel Rundbogen-Drillingsfenster, Okuli, im Innern um 1900 umgebaut                                                     | Rossau                 | Seifersbach            | Bild gesucht   | 50° 58′ 22″ N, 13° 2′ 12″ O  |
| Pfarrhaus Ottendorf                                                                                    | Schlichter Putzbau, zweigeschossig, massiver Bau (5 zu 3 Achsen), Porphyrgewände, profilierte Türbedachung, originale Tür, Kranzgesims, Krüppelwalmdach                                                                                                   | Lichtenau              | Ottendorf              |                | 50° 56′ 9″ N, 12° 58′ 12″ O  |
| Pfarrhaus Hohenfichte                                                                                  | Repräsentativer Putzbau, zweigeschossig, annähernd quadratischer Grundriss mit Vorbau an Eingangsseite, teilweise gebundene Fenster mit Natursteingewänden, Sockel Polygonmauerwerk, profiliert                                                           | Leubsdorf              | Hohenfichte            | Bild gesucht   | 50° 49′ 23″ N, 13° 7′ 50″ O  |
| Pfarrhaus Tragnitz                                                                                     | Putzfassade mit Satteldach, gegenüber der Tragnitzer Kirche, Geschichts- und Erinnerungswert, ortsbildgestaltend. Zwei Geschosse, sieben Achsen, Putzfassade, Satteldach, Natursteingewände, original: Haustür und Oberlicht                              | Leisnig                | Tragnitz               |                | 51° 10′ 4″ N, 12° 55′ 10″ O  |
| Pfarrhaus Mulda/Sa.                                                                                    | Regionaltypischer Fachwerkbau mit Stichbogenportal, EG massiv, Obergeschoss Fachwerk verbrettert, in der Giebelseite ein breites Fenster, Satteldach (Schiefer), Stichbogenportal, originale Haustür                                                      | Mulda/Sa.              | Mulda                  |                | 50° 48′ 27″ N, 13° 25′ 14″ O |
| Pfarrhaus Rechenberg-Bienenmühle, Muldentalstraße 23                                                   | Putzbau mit zeittypischen Gestaltungselementen, unregelmäßiger Grundriss, Sockelgeschoss, zweigeschossig, unterschiedliche Fensterformen und Ensemble, turmartiger, polygonaler Risalit mit aufwendiger Gestaltung                                        | Rechenberg-Bienenmühle | Rechenberg-Bienenmühle |                | 50° 44′ 12″ N, 13° 33′ 16″ O |
| Pfarrhaus Oederan                                                                                      | Mächtiger, das Stadtbild prägender Putzbau. Das Pfarramt von Oederan wurde 1811 erbaut. Der massive verputzte Baukörper steht südlich der Stadtkirche Zu unserer lieben Frauen.                                                                           | Oederan                | Oederan                | weitere Bilder | 50° 51′ 37″ N, 13° 10′ 4″ O  |
| Pfarrhaus Frankenau                                                                                    | Architektonisch qualitätvoll gestaltetes Gebäude mit zeittypischen Gestaltungselementen. Fenster mit schöner Sprossenteilung der Oberlichter, zweigeschossig, Fenster mit Segmentbogenabschluss,                                                          | Mittweida              | Frankenau              |                | 50° 59′ 30″ N, 12° 54′ 45″ O |
| Pfarrhaus Großweitzschen                                                                               | Weitestgehend original. EG massiv, Obergeschoss in Teilen Fachwerk, zum Teil profilierte Steingewände, Krüppelwalmdach, Fenstergewände und Türportal Rochlitzer Porphyrtuff - Portal Stichbogenportal mit Schlussstein                                    | Großweitzschen         | Großweitzschen         |                | 51° 9′ 28″ N, 13° 2′ 48″ O   |
| Pfarrhaus Roßwein                                                                                      | Schöne steinerne Portale mit Verdachung. Zweigeschossig, weitestgehend original, auch innen | Roßwein                | Roßwein                | Bild gesucht   | 51° 3′ 58″ N, 13° 11′ 4″ O   |
| Pfarrhaus Augustusburg, Pfarrgasse 1                                                                   | Obergeschoss Fachwerk, EG massiv, Fenstergewände original, Satteldach, originale Haustür. | Augustusburg           | Augustusburg           |                | 50° 48′ 52″ N, 13° 5′ 56″ O  |
| Pfarrhaus Sayda                                                                                        | Nach dem großen Stadtbrand von 1842 neu erbautes Haus, mit dem Diakonat ein Doppelhaus bildend; Pfarrhaus: zweigeschossiger Putzbau, scharrierte Sandsteingewände, Eingang                                                                                | Sayda                  | Sayda                  | Bild gesucht   | 50° 42′ 47″ N, 13° 25′ 18″ O |
| Pfarrhaus Döbeln, Kleine Kirchgasse 20                                                                 | In bemerkenswerter städtebaulicher Ecklage stehender Bau, unmittelbar an der Nikolaikirche, originale Fenstergewände mit gekehlten Gewänden, Dacherker, im neogotischen Stil, zweigeschossig                                                              | Döbeln                 | Döbeln                 | weitere Bilder | 51° 7′ 21″ N, 13° 7′ 28″ O   |
| Pfarrhaus Frankenberg, Schulstraße 3                                                                   | Wuchtiger und repräsentativer Baukörper in markanter Ecklage, zwei phantasievoll gestaltete Eingänge mit neoromanischen Elementen und straßenbildprägenden Treppengiebeln. Zweigeschossiger Bau                                                           | Frankenberg/Sa.        | Frankenberg            |                | 50° 54′ 48″ N, 13° 2′ 8″ O   |
| Pfarrhof Frankenstein                                                                                  | Gebäudeensemble aus Pfarrhaus, Seitengebäude und Scheune, ehemals Vierseithof, Pfarrhaus 1692 erbaut, Hintergebäude und Scheune 1723 | Oederan                | Frankenstein (Oederan) | weitere Bilder | 50° 54′ 5″ N, 13° 12′ 42″ O  |
| Pfarrhaus Gahlenz                                                                                      | Teil des Bauensembles in Kirchennähe. Pfarrhaus lt. Inschrift 1714 erbaut, zweigeschossiger Fachwerkbau mit massivem Erdgeschoss und Satteldachabschluss.                                                                                                 | Oederan                | Gahlenz                |                | 50° 49′ 43″ N, 13° 12′ 55″ O |
| Pfarrhaus Geringswalde, Bahnhofstraße 12                                                               | Putzbau im Reform- und Heimatschutzstil um 1910, Architekt: Julius Zeißig, in Nähe und Verbindung zur Kirche dreigeschossig, hohes Krüppelwalmdach, Putzfassaden urspr. mit Fensterläden                                                                  | Geringswalde           | Geringswalde           |                | 51° 4′ 31″ N, 12° 54′ 24″ O  |
| Pfarrhaus Rochlitz, Mühlplatz 6                                                                        | Schlichte Fassadengestaltung, Vorhäuschen, Holz verziert, Gesims, Eckquaderung, Putzfassade, Satteldach, Werksteinsockel, Porphyrfenstergewände | Rochlitz               | Rochlitz               | Bild gesucht   | 51° 2′ 46″ N, 12° 47′ 39″ O  |
| Pfarrhaus und Pfarrhof Hainichen                                                                       | Breit gelagerter Putzbau mit hohem Walmdach, Seitengebäude Obergeschoss Fachwerk, vermutlich Geburtshaus von Christian Fürchtegott Gellert, | Hainichen              | Gellertplatz           | weitere Bilder | 50° 58′ 18″ N, 13° 7′ 23″ O  |
| Pfarrhaus mit Kantorat Eppendorf, Kirchweg 1                                                           | Schlichter Putzbau mit klarer und ausgewogener Fassade. Zweigeschossiger Putzbau mit drei zu acht Achsen, zum Teil originale Fenster und alte Haustür, Gurt- und Traufgesims, Walmdach.                                                                   | Eppendorf              | Eppendorf              | Bild gesucht   | 50° 48′ 2″ N, 13° 13′ 41″ O  |
| Pfarrhaus Rossau mit Seitengebäude                                                                     | Großes, gut erhaltenes Pfarrhaus, ortsbildprägend auf Grund seines steilen Satteldaches und wertvollen Porphyr-Eingangsportales mit Segmentbogenabschluss und Schlussstein, Zweigeschossiger Bau mit verkleidetem Obergeschoss                            | Rossau                 | Greifendorf            |                | 51° 1′ 35″ N, 13° 6′ 53″ O   |
| Pfarrhaus Niederbobritzsch mit Seitengebäude                                                           | Bei einem Brand 1990 schwer geschädigter Hauskomplex, anschließend unter Wahrung des historischen Erscheinungsbildes und weitgehendem Erhalt von Originalsubstanz Wiederaufbau, ortshistorische und ortsbildprägende Bedeutung.                           | Bobritzsch-Hilbersdorf | Niederbobritzsch       | weitere Bilder | 50° 53′ 57″ N, 13° 26′ 7″ O  |
| Pfarrhaus Hartmannsdorf, mit Seitengebäude                                                             | Zeittypische Putzbauten mit Tür- und Fenstereinfassungen aus Hilbersdorfer Porphyrtuff. | Hartmannsdorf          | Hartmannsdorf          |                | 50° 53′ 8″ N, 12° 48′ 4″ O   |
| Pfarrhaus und Pfarrgarten Oberbobritzsch                                                               | Mit der benachbarten Dorfkirche mit Friedhof ein eindrucksvolles Bauensensemble bildend, welches unverwechselbar das Ortsbild prägt, auf Grund seiner fortwährenden Nutzung als Pfarrhaus von großer ortsgeschichtlicher Bedeutung.                       | Bobritzsch-Hilbersdorf | Oberbobritzsch         | Bild gesucht   | 50° 52′ 32″ N, 13° 27′ 12″ O |
| Pfarrhaus Dorfchemnitz                                                                                 | Landschaftsprägendes Bauensemble, in sehr gutem Originalzustand. Pfarrhaus: zweigeschossiger verputzter Massivbau mit Kreuzstockfenstern, zwei Stichbogenportale mit schönen verzierten Schlussstein                                                      | Dorfchemnitz bei Sayda | Dorfchemnitz           | Bild gesucht   | 50° 45′ 57″ N, 13° 26′ 21″ O |
| Pfarrhaus Großhartmannsdorf                                                                            | Stattlicher Putzbau mit hohem Mansarddach. Zweigeschossig, massiv, Sandsteingewände, Eingänge mit flachem Segmentbogen und Schlussstein, überm Eingang „Literis et pieta ti S.“                                                                           | Großhartmannsdorf      | Großhartmannsdorf      |                | 50° 47′ 48″ N, 13° 19′ 5″ O  |
| Pfarrhaus Tuttendorf, Mauerreste der Pfarrscheune                                                      | Pfarrhaus und Mauerreste der Pfarrscheune; | Halsbrücke             | Tuttendorf             | Bild gesucht   | 50° 58′ 22″ N, 13° 21′ 37″ O |
| Pfarrhaus Frauenstein und Scheune des Pfarrhofes                                                       | Zeit- und landschaftstypische verbretterte Fachwerkhäuser, in sehr gutem Originalzustand, Pfarrhaus: vermutlich in zwei Etappen gebaut, im Winkel aneinander gebaut, zweigeschossig, Fachwerk-Obergeschoss                                                | Frauenstein            | Frauenstein            | Bild gesucht   | 50° 47′ 41″ N, 13° 28′ 57″ O |
| Pfarrhaus Altmittweida und Seitengebäude                                                               | Großes, imposantes Gebäude, profiliertes Porphyrportal mit ornamentiertem Schlussstein (bezeichnet 1738), hohes Schopfwalmdach, von Bedeutung für das Ortsbild, in unmittelbarer Nähe zur Kirche. Pfarrhaus: zweigeschossiger Bau mit Schopfwalmdach      | Altmittweida           | Altmittweida           |                | 50° 57′ 51″ N, 12° 56′ 58″ O |
| Pfarrhaus Berthelsdorf und Seitengebäude eines Pfarrhofes, Hauptstraße 55                              | Pfarrhaus stattlicher Putzbau: großer, breitgelagerter Bau, 7:3 Achsen, zweigeschossig, massiv, Steingewände, breite Flachbogentür mit Schlussstein, ein Giebel und Rückseite mit Fachwerk                                                                | Weißenborn/Erzgeb.     | Berthelsdorf           | Bild gesucht   | 50° 52′ 4″ N, 13° 22′ 22″ O  |
| Pfarrhaus Seelitz und Seitengebäude                                                                    | Am Türportal datiert, Kartusche, Schlussstein, Stichbogenportal, Porphyrfenster- und -türgewände, Fachwerk-Obergeschoss, Stall mit Kreuzgewölbe und Inschriften an den Wänden                                                                             | Seelitz                | Seelitz                |                | 51° 1′ 52″ N, 12° 49′ 12″ O  |
| Pfarrhaus und Speicher Wechselburg                                                                     | Hausgeschichtlich seltener Bau, besonders wertvolles Ensemble. Pfarrhaus: im Kern vermutlich 17. Jh. mit teilweise erhaltenen Renaissancefenstergewänden, mächtiger massiver zweigeschossiger Bau                                                         | Wechselburg            | Wechselburg            |                | 51° 0′ 17″ N, 12° 46′ 22″ O  |
| Pfarrhaus Clausnitz                                                                                    | Stattlicher Baukörper in Fachwerkbauweise und in exponierter Lage, zweigeschossig, massiv, Obergeschoss Fachwerk verschiefert, Wand-Öffnungs-Verhältnis intakt, Sandsteingewände, einige original                                                         | Rechenberg-Bienenmühle | Clausnitz              |                | 50° 44′ 34″ N, 13° 29′ 29″ O |
| Pfarrhaus Voigtsdorf und Seitengebäude eines Pfarrhofes Am Kirchberg 3                                 | Pfarrhaus und Seitengebäude in Fachwerkbauweise, bemerkenswertes Ensemble. Pfarrhaus: regelmäßiges Fachwerk mit Eckstreben, Erdgeschoss massiv, Stichbogenportal mit Schlussstein                                                                         | Dorfchemnitz bei Sayda | Voigtsdorf             | Bild gesucht   | 50° 45′ 12″ N, 13° 23′ 51″ O |
| Pfarrhaus, Kellerhaus und Scheune eines Pfarrhofes sowie Pfarrgarten Reinsdorf                         | Ortsgeschichtlich interessanter Bau als Pfarrhaus, Fachwerkscheune aufgrund ihres Alters, Kellerhaus vermutlich 17. Jh., Baukomplex. Pfarrhaus: zweigeschossig                                                                                            | Waldheim               | Reinsdorf              | Bild gesucht   | 51° 3′ 37″ N, 12° 58′ 12″ O  |
| Pfarrhaus, Pfarrscheune und Einfriedungsmauer eines Pfarrhofes Oberschöna                              | Pfarrhaus stattlicher Putzbau mit Mittelrisalit und hohem Walmdach, im Zusammenhang mit Kirche ortsbildprägendes Ensemble, Scheune: Holzscheune, böhmische Verbretterung, Pfarrhaus: 2-geschossig                                                         | Oberschöna             | Oberschöna             | Bild gesucht   | 50° 53′ 45″ N, 13° 15′ 15″ O |
| Pfarrhaus Bieberstein, Scheune und Reste der Einfriedung Pfarrberg 1                                   | Gut erhaltenes Gebäudeensemble in der Dorfmitte. Pfarrhaus: Erdgeschoss massiv, Steingewände, Flachbogentür, Obergeschoss zur Hofseite Sichtfachwerk, die Giebelseite                                                                                     | Reinsberg              | Bieberstein            |                | 51° 0′ 32″ N, 13° 20′ 27″ O  |
| Pfarrhaus Dittmannsdorf, Scheune, Seitengebäude Einfassungsmauern                                      | Ortsbildprägender Fachwerk-Komplex. Am Abend des 14. Januar 1807 brannte das Pfarrgehöft ab und wurde anschließend wieder aufgebaut. Pfarrhaus: stattlicher, langgestreckter Fachwerk-Bau, EG                                                             | Reinsberg              | Dittmannsdorf          |                | 51° 0′ 0″ N, 13° 23′ 40″ O   |
| Pfarrhaus Helbigsdorf, Seitengebäude (ehemaliges Substitutenhaus) und Mauer                            | Pfarrhaus: EG massiv, Obergeschoss Fachwerk verkleidet, Satteldach, Seitengebäude: EG massiv, Obergeschoss Fachwerk verkleidet, Walmdach | Mulda/Sa.              | Helbigsdorf            | Bild gesucht   | 50° 48′ 36″ N, 13° 22′ 2″ O  |
| Pfarrhaus Zethau, Substitutenhaus und Scheune eines Pfarrhofes sowie Einfriedungsmauer                 | Ortsbildprägende Anlage eines Pfarrhofes in Holzbauweise. Pfarrhaus: EG massiv, Steinportal mit Segmentbogenabschluss und Schlussstein, Obergeschoss Fachwerk, Satteldach (Schiefer), Scheune:                                                            | Mulda/Sa.              | Zethau                 | Bild gesucht   | 50° 46′ 35″ N, 13° 22′ 53″ O |
| Pfarrhaus Mockritz, ehemaliger Garten, Einfriedungsmauer und Seitengebäude                             | Seitengebäude: eingeschossiger Massivbau, Pfarrhaus: zweigeschossiger Massivbau, Stichbogenportal mit Schlussstein, Satteldach, Bruchsteinmauer. | Großweitzschen         | Mockritz               | Bild gesucht   | 51° 9′ 46″ N, 13° 4′ 36″ O   |
| Pfarrhaus Altenhof, kleines Seitengebäude sowie Einfriedungsmauern des Pfarrgartens und des Pfarrhofes | Pfarrhaus, vermutlich um 1800 erbaut, zweigeschossig, Erdgeschoss massiv und verputzt, Obergeschoss Fachwerkkonstruktion verputzt bzw. verbrettert, hohes Krüppelwalmdach (neu gedeckt), im Erdgeschoss massiv                                            | Leisnig                | Altenhof               | Bild gesucht   | 51° 10′ 4″ N, 12° 58′ 52″ O  |
| Pfarrhof Langhennersdorf                                                                               | Bruchsteinmauerwerk mit Fachwerkaufbau, alle Gebäude sind im historischen Stil erhalten und bilden durch die hohen Umfassungsmauern mit großen Torbögen eine harmonische Einheit, Ensemble von ortshistorischem Wert, malerische, dorfbildprägende Anlage | Oberschöna             | Langhennersdorf        | Bild gesucht   | 50° 57′ 28″ N, 13° 14′ 0″ O  |
| Pfarrhof Topfseifersdorf                                                                               | Beide Gebäude in Fachwerkbauweise. Seitengebäude: Erdgeschoss massiv, Fachwerk-Obergeschoss verbrettert, dort mit Gemeindesaal mit Holzeinschubdecke, teilweise mit diagonal liegenden Einschubbrettern                                                   | Königshain-Wiederau    | Topfseifersdorf        |                | 50° 59′ 50″ N, 12° 51′ 59″ O |
| Pfarrhof Krummenhennersdorf                                                                            | Pfarrhof mit Pfarrhaus und ehemaligem Substitutenhaus (später Scheune mit Hausmannswohnung) und Einfriedung; | Halsbrücke             | Krummenhennersdorf     | Bild gesucht   | 50° 58′ 50″ N, 13° 21′ 53″ O |
| Pfarrhof Hohenkirchen (Lunzenau) mit Pfarrhaus                                                         | Pfarrhaus: Fachwerk-Obergeschoss mit gezapften K-Streben, Schwellenkranz mit Rähm Erdgeschoss, Füllhölzern und Schwelle Obergeschoss, gezapfte Holzverbindungen, regelmäßiges Fachwerk                                                                    | Lunzenau               | Hohenkirchen           | weitere Bilder | 50° 57′ 44″ N, 12° 46′ 18″ O |
| Pfarrhof Burkersdorf mit Pfarrhaus, Seitengebäude und Einfriedung                                      | Pfarrhaus: schlichter, zweigeschossiger Bruchsteinbau verputzt, Seitengebäude: zweigeschossiger, massiver Putzbau, Satteldach, Drempel, Hofmauer mit Pforte zum Kirchhof                                                                                  | Frauenstein            | Burkersdorf            | Bild gesucht   | 50° 49′ 22″ N, 13° 29′ 26″ O |
| Pfarrhof Niederschöna, mit Pfarrhaus, Seitengebäude und Scheune                                        | Pfarrhof mit Pfarrhaus, Seitengebäude und Scheune sowie Torpfeiler, Fachwerkobergeschoss, Walmdach | Halsbrücke             | Niederschöna           | weitere Bilder | 50° 41′ 48″ N, 13° 31′ 28″ O |
| Pfarrhof Großschirma mit Pfarrhaus, Seitengebäude und ehemaligem Substitutenhaus                       | Imposante Hofanlage, Fachwerkgebäude zum Teil mit sehr alter Konstruktion (Andreaskreuze). Pfarrhaus: Erdgeschoss massiv, Stall mit Gewölbe, Obergeschoss mit Fachwerk verbrettert                                                                        | Großschirma            | Großschirma            | Bild gesucht   | 50° 57′ 59″ N, 13° 18′ 6″ O  |
| Pfarrhof Lichtenberg, mit Pfarrhaus, Seitengebäude, Scheune und Torbogen                               | In seiner Struktur authentisch erhaltener Pfarrhof. Pfarrhaus: Erdgeschoss massiv, Steingewände, Portal, Schlussstein, Obergeschoss Fachwerk (verbrettert), Satteldach                                                                                    | Lichtenberg/Erzgeb.    | Lichtenberg            | Bild gesucht   | 50° 50′ 34″ N, 13° 24′ 30″ O |
| Pfarrhaus Ringethal                                                                                    | Pfarrhaus, laut Informationstafel 1694 erbaut, bis 2002 von Pfarrersfam. bewohnt, jetzt Christliches Freizeitheim | Mittweida              | Ringethal              | weitere Bilder | 51° 0′ 20″ N, 12° 59′ 59″ O  |
| Superintendentur Freiberg                                                                              | Spätgotisches dreigeschossiges Traufenhaus mit Vorhangbogenfenstern, um 1490, ehemals Sitz des Domkollegiatstifts | Freiberg               | Freiberg               |                | 50° 55′ 13″ N, 13° 20′ 34″ O |
| Südliches Pfarrhaus Königsfeld und zwei Seitengebäude eines ehemaligen Pfarrhofs sowie Pfarrgarten     | Pfarrhaus stattlicher Putzbau mit Krüppelwalmdach, Seitengebäude mit Fachwerkobergeschoss. Zweigeschossig aus Porphyrbruchstein, Gewände und Eckquaderung aus Porphyr mit Kapitell                                                                        | Königsfeld             | Königsfeld             |                | 51° 3′ 50″ N, 12° 45′ 11″ O  |
| Südliches Pfarrhaus Flöha und westliches Seitengebäude eines Pfarrhofes                                | Ortsbildprägendes Fachwerkensemble, aufgrund des hohen Alters Seltenheitswert. Obergeschoss Fachwerk, wichtig für Ortsbild, originale Tür- und Fenstergewände.                                                                                            | Flöha                  | Flöha                  |                | 50° 51′ 40″ N, 13° 4′ 1″ O   |
| Pfarrhof Schwarzbach                                                                                   | Ensemble von bestechend einheitlicher Gestaltung. Pfarrhaus: massiv, Porphyrgewände, Walmdach mit sechs Fledermausgaupen, kleiner Fachwerkanbau, an allen Gebäuden doppelte Biberschwanzdeckung                                                           | Königsfeld             | Schwarzbach            |                | 51° 5′ 15″ N, 12° 46′ 0″ O   |

## Tempel
| Artikel         | Beschreibung                                                                      | Gemeinde | Ort      | Bild           | Koordinaten                  |
| --------------- | --------------------------------------------------------------------------------- | -------- | -------- | -------------- | ---------------------------- |
| Freiberg-Tempel | Tempel der Kirche Jesu Christi der Heiligen der Letzten Tage, Neubau 1985 geweiht | Freiberg | Freiberg | weitere Bilder | 50° 55′ 20″ N, 13° 19′ 20″ O |

∑ 305 Einträge